# Llista d'asteroides (329001-330000)
Llista d'asteroides del 329.001 al 330.000, amb data de descoberta i descobridor. És un fragment de la llista d'asteroides completa. Als asteroides se'ls dona un número quan es confirma la seva òrbita, per tant apareixen llistats aproximadament segons la data de descobriment.

## 329001-329100
| Nom    | Designació provisional | Data de descobriment   | Lloc de descobriment | Descobridor/s                        |
| ------ | ---------------------- | ---------------------- | -------------------- | ------------------------------------ |
| 329001 | 2010 XD38              | 20 d'agost de 1998     | Kitt Peak            | Spacewatch                           |
| 329002 | 2010 XN43              | 15 de desembre de 2002 | Haleakala            | NEAT                                 |
| 329003 | 2010 XJ45              | 24 de novembre de 2000 | Anderson Mesa        | LONEOS                               |
| 329004 | 2010 XC50              | 4 d'agost de 2005      | Palomar              | NEAT                                 |
| 329005 | 2010 XO57              | 17 de desembre de 2001 | Kitt Peak            | Spacewatch                           |
| 329006 | 2010 XQ59              | 8 de desembre de 2005  | Kitt Peak            | Spacewatch                           |
| 329007 | 2010 XO62              | 24 de febrer de 2006   | Catalina             | CSS                                  |
| 329008 | 2010 XZ64              | 23 de juny de 2004     | Mauna Kea            | J. Pittichova, J. Bedient            |
| 329009 | 2010 XD68              | 20 d'agost de 2001     | Palomar              | NEAT                                 |
| 329010 | 2010 XV75              | 27 d'octubre de 2005   | Catalina             | CSS                                  |
| 329011 | 2010 XY76              | 23 de gener de 2007    | Bergisch Gladbac     | W. Bickel                            |
| 329012 | 2010 XW78              | 4 de desembre de 2010  | Mount Lemmon         | Mt. Lemmon Survey                    |
| 329013 | 2010 XV84              | 22 d'abril de 1998     | Kitt Peak            | Spacewatch                           |
| 329014 | 2010 YM5               | 24 d'octubre de 2005   | Kitt Peak            | Spacewatch                           |
| 329015 | 2011 AG                | 6 de desembre de 2005  | Mount Lemmon         | Mt. Lemmon Survey                    |
| 329016 | 2011 AO2               | 24 d'octubre de 2005   | Mauna Kea            | A. Boattini                          |
| 329017 | 2011 AL6               | 3 de gener de 2000     | Socorro              | LINEAR                               |
| 329018 | 2011 AV6               | 1 de desembre de 2005  | Kitt Peak            | L. H. Wasserman                      |
| 329019 | 2011 AB8               | 27 d'agost de 2009     | Kitt Peak            | Spacewatch                           |
| 329020 | 2011 AY8               | 26 d'octubre de 2005   | Kitt Peak            | Spacewatch                           |
| 329021 | 2011 AL9               | 2 d'octubre de 2009    | Mount Lemmon         | Mt. Lemmon Survey                    |
| 329022 | 2011 AS11              | 4 de gener de 2006     | Kitt Peak            | Spacewatch                           |
| 329023 | 2011 AX13              | 28 de gener de 2007    | Catalina             | CSS                                  |
| 329024 | 2011 AF14              | 25 de novembre de 2005 | Kitt Peak            | Spacewatch                           |
| 329025 | 2011 AX18              | 16 de febrer de 2001   | Cima Ekar            | ADAS                                 |
| 329026 | 2011 AF22              | 2 de febrer de 2000    | Kitt Peak            | Spacewatch                           |
| 329027 | 2011 AO22              | 27 d'octubre de 2005   | Mount Lemmon         | Mt. Lemmon Survey                    |
| 329028 | 2011 AL23              | 6 de desembre de 2010  | Mount Lemmon         | Mt. Lemmon Survey                    |
| 329029 | 2011 AF25              | 30 d'octubre de 2006   | Catalina             | CSS                                  |
| 329030 | 2011 AO25              | 27 de novembre de 2006 | Mount Lemmon         | Mt. Lemmon Survey                    |
| 329031 | 2011 AV25              | 8 de febrer de 2002    | Kitt Peak            | Spacewatch                           |
| 329032 | 2011 AC30              | 15 de maig de 2001     | Anderson Mesa        | LONEOS                               |
| 329033 | 2011 AV30              | 29 de març de 2004     | Kitt Peak            | Spacewatch                           |
| 329034 | 2011 AC32              | 12 de desembre de 2004 | Kitt Peak            | Spacewatch                           |
| 329035 | 2011 AJ33              | 6 de novembre de 2005  | Kitt Peak            | Spacewatch                           |
| 329036 | 2011 AE35              | 21 de juny de 2009     | Mount Lemmon         | Mt. Lemmon Survey                    |
| 329037 | 2011 AH38              | 30 d'octubre de 2005   | Kitt Peak            | Spacewatch                           |
| 329038 | 2011 AU40              | 22 de setembre de 1996 | Xinglong             | Beijing Schmidt CCD Asteroid Program |
| 329039 | 2011 AG41              | 22 de novembre de 2006 | Mount Lemmon         | Mt. Lemmon Survey                    |
| 329040 | 2011 AY41              | 11 de març de 2007     | Kitt Peak            | Spacewatch                           |
| 329041 | 2011 AP42              | 4 de març de 2006      | Kitt Peak            | Spacewatch                           |
| 329042 | 2011 AK43              | 26 d'abril de 2007     | Mount Lemmon         | Mt. Lemmon Survey                    |
| 329043 | 2011 AY43              | 7 de gener de 2000     | Kitt Peak            | Spacewatch                           |
| 329044 | 2011 AX44              | 24 de desembre de 2006 | Kitt Peak            | Spacewatch                           |
| 329045 | 2011 AY46              | 25 d'abril de 2007     | Mount Lemmon         | Mt. Lemmon Survey                    |
| 329046 | 2011 AZ50              | 25 d'agost de 2004     | Kitt Peak            | Spacewatch                           |
| 329047 | 2011 AC51              | 16 de març de 2007     | Kitt Peak            | Spacewatch                           |
| 329048 | 2011 AZ51              | 26 de març de 2003     | Kitt Peak            | Spacewatch                           |
| 329049 | 2011 AR52              | 29 de gener de 2003    | Palomar              | NEAT                                 |
| 329050 | 2011 AO53              | 29 de març de 2006     | Socorro              | LINEAR                               |
| 329051 | 2011 AN54              | 6 de desembre de 2010  | Mount Lemmon         | Mt. Lemmon Survey                    |
| 329052 | 2011 AR58              | 18 de desembre de 2004 | Mount Lemmon         | Mt. Lemmon Survey                    |
| 329053 | 2011 AN59              | 5 de novembre de 2005  | Kitt Peak            | Spacewatch                           |
| 329054 | 2011 AU59              | 1 de febrer de 2006    | Kitt Peak            | Spacewatch                           |
| 329055 | 2011 AN60              | 11 de març de 2007     | Kitt Peak            | Spacewatch                           |
| 329056 | 2011 AA64              | 27 de desembre de 2006 | Mount Lemmon         | Mt. Lemmon Survey                    |
| 329057 | 2011 AF66              | 18 de febrer de 2008   | Mount Lemmon         | Mt. Lemmon Survey                    |
| 329058 | 2011 AK68              | 28 de gener de 2000    | Kitt Peak            | Spacewatch                           |
| 329059 | 2011 AE70              | 24 de setembre de 2009 | Catalina             | CSS                                  |
| 329060 | 2011 AT70              | 5 de desembre de 2005  | Kitt Peak            | Spacewatch                           |
| 329061 | 2011 AX71              | 19 de març de 2001     | Apache Point         | Sloan Digital Sky Survey             |
| 329062 | 2011 AH72              | 25 d'octubre de 1997   | Kitt Peak            | Spacewatch                           |
| 329063 | 2011 AR72              | 1 de novembre de 2005  | Mount Lemmon         | Mt. Lemmon Survey                    |
| 329064 | 2011 AT74              | 28 d'abril de 2008     | Mount Lemmon         | Mt. Lemmon Survey                    |
| 329065 | 2011 AS76              | 22 de setembre de 2009 | Mount Lemmon         | Mt. Lemmon Survey                    |
| 329066 | 2011 BM2               | 28 d'octubre de 2005   | Kitt Peak            | Spacewatch                           |
| 329067 | 2011 BW2               | 19 de setembre de 2009 | Kitt Peak            | Spacewatch                           |
| 329068 | 2011 BP4               | 10 de febrer de 2002   | Socorro              | LINEAR                               |
| 329069 | 2011 BV7               | 20 d'octubre de 2006   | Kitt Peak            | L. H. Wasserman                      |
| 329070 | 2011 BD8               | 10 de gener de 2000    | Kitt Peak            | Spacewatch                           |
| 329071 | 2011 BO8               | 31 de gener de 2006    | Kitt Peak            | Spacewatch                           |
| 329072 | 2011 BB11              | 26 de gener de 2006    | Kitt Peak            | Spacewatch                           |
| 329073 | 2011 BJ12              | 6 de febrer de 2006    | Mount Lemmon         | Mt. Lemmon Survey                    |
| 329074 | 2011 BL14              | 28 de setembre de 2003 | Anderson Mesa        | LONEOS                               |
| 329075 | 2011 BV14              | 6 de febrer de 2006    | Catalina             | CSS                                  |
| 329076 | 2011 BL17              | 4 de març de 2006      | Kitt Peak            | Spacewatch                           |
| 329077 | 2011 BY26              | 11 de març de 2007     | Catalina             | CSS                                  |
| 329078 | 2011 BA27              | 7 d'agost de 2008      | Kitt Peak            | Spacewatch                           |
| 329079 | 2011 BD30              | 3 d'abril de 2008      | Mount Lemmon         | Mt. Lemmon Survey                    |
| 329080 | 2011 BB32              | 13 de maig de 2007     | Mount Lemmon         | Mt. Lemmon Survey                    |
| 329081 | 2011 BN34              | 27 de novembre de 2009 | Mount Lemmon         | Mt. Lemmon Survey                    |
| 329082 | 2011 BG46              | 18 de febrer de 2010   | WISE                 | WISE                                 |
| 329083 | 2011 BM47              | 4 de novembre de 2005  | Mount Lemmon         | Mt. Lemmon Survey                    |
| 329084 | 2011 BX48              | 23 de febrer de 2006   | Anderson Mesa        | LONEOS                               |
| 329085 | 2011 BD50              | 2 de maig de 2006      | Mount Lemmon         | Mt. Lemmon Survey                    |
| 329086 | 2011 BQ53              | 24 d'octubre de 2005   | Mauna Kea            | A. Boattini                          |
| 329087 | 2011 BK54              | 30 de maig de 1997     | Kitt Peak            | Spacewatch                           |
| 329088 | 2011 BC56              | 6 d'octubre de 2005    | Mount Lemmon         | Mt. Lemmon Survey                    |
| 329089 | 2011 BJ63              | 21 de febrer de 2007   | Mount Lemmon         | Mt. Lemmon Survey                    |
| 329090 | 2011 BU78              | 3 de febrer de 2006    | Mount Lemmon         | Mt. Lemmon Survey                    |
| 329091 | 2011 BC85              | 23 de gener de 2006    | Kitt Peak            | Spacewatch                           |
| 329092 | 2011 BL87              | 2 de febrer de 1997    | Kitt Peak            | Spacewatch                           |
| 329093 | 2011 BN92              | 19 de setembre de 1998 | Apache Point         | Sloan Digital Sky Survey             |
| 329094 | 2011 BE98              | 14 de juliol de 2007   | Charleston           | Charleston                           |
| 329095 | 2011 BR100             | 20 d'octubre de 2003   | Kitt Peak            | Spacewatch                           |
| 329096 | 2011 BK102             | 7 d'octubre de 2004    | Kitt Peak            | Spacewatch                           |
| 329097 | 2011 BZ115             | 25 d'octubre de 2005   | Kitt Peak            | Spacewatch                           |
| 329098 | 2011 BL117             | 15 de novembre de 2001 | Kitt Peak            | Spacewatch                           |
| 329099 | 2011 BN118             | 1 d'octubre de 2009    | Mount Lemmon         | Mt. Lemmon Survey                    |
| 329100 | 2011 BY119             | 24 d'abril de 2001     | Kitt Peak            | Spacewatch                           |

## 329101-329200
| Nom    | Designació provisional | Data de descobriment   | Lloc de descobriment | Descobridor/s            |
| ------ | ---------------------- | ---------------------- | -------------------- | ------------------------ |
| 329101 | 2011 BB122             | 26 de març de 2006     | Mount Lemmon         | Mt. Lemmon Survey        |
| 329102 | 2011 BM123             | 30 de novembre de 2005 | Kitt Peak            | Spacewatch               |
| 329103 | 2011 BE134             | 25 de febrer de 2006   | Kitt Peak            | Spacewatch               |
| 329104 | 2011 BV135             | 15 de març de 2007     | Kitt Peak            | Spacewatch               |
| 329105 | 2011 CG3               | 14 d'octubre de 2009   | Catalina             | CSS                      |
| 329106 | 2011 CV3               | 22 d'octubre de 2003   | Apache Point         | Sloan Digital Sky Survey |
| 329107 | 2011 CG8               | 21 de setembre de 2003 | Kitt Peak            | Spacewatch               |
| 329108 | 2011 CG11              | 30 de juliol de 2008   | Mount Lemmon         | Mt. Lemmon Survey        |
| 329109 | 2011 CL11              | 3 de març de 2006      | Kitt Peak            | Spacewatch               |
| 329110 | 2011 CM13              | 17 de maig de 2007     | Catalina             | CSS                      |
| 329111 | 2011 CG15              | 31 de gener de 2006    | Kitt Peak            | Spacewatch               |
| 329112 | 2011 CM15              | 23 de gener de 2006    | Kitt Peak            | Spacewatch               |
| 329113 | 2011 CQ18              | 21 d'abril de 2004     | Kitt Peak            | Spacewatch               |
| 329114 | 2011 CM19              | 10 de gener de 2007    | Mount Lemmon         | Mt. Lemmon Survey        |
| 329115 | 2011 CS20              | 27 de febrer de 2006   | Kitt Peak            | Spacewatch               |
| 329116 | 2011 CS26              | 6 d'agost de 2008      | Siding Spring        | Siding Spring Survey     |
| 329117 | 2011 CG27              | 2 d'octubre de 2003    | Kitt Peak            | Spacewatch               |
| 329118 | 2011 CJ32              | 24 de desembre de 2005 | Kitt Peak            | Spacewatch               |
| 329119 | 2011 CP32              | 8 de gener de 2006     | Mount Lemmon         | Mt. Lemmon Survey        |
| 329120 | 2011 CX37              | 26 de març de 2007     | Mount Lemmon         | Mt. Lemmon Survey        |
| 329121 | 2011 CK49              | 5 de desembre de 2005  | Kitt Peak            | Spacewatch               |
| 329122 | 2011 CO50              | 21 de juny de 2007     | Mount Lemmon         | Mt. Lemmon Survey        |
| 329123 | 2011 CL59              | 31 de gener de 2006    | Kitt Peak            | Spacewatch               |
| 329124 | 2011 CU60              | 30 d'agost de 2002     | Kitt Peak            | Spacewatch               |
| 329125 | 2011 CP64              | 7 d'abril de 2006      | Kitt Peak            | Spacewatch               |
| 329126 | 2011 CB67              | 17 de setembre de 2009 | Kitt Peak            | Spacewatch               |
| 329127 | 2011 CU67              | 3 de març de 2006      | Catalina             | CSS                      |
| 329128 | 2011 CW70              | 27 de març de 2001     | Kitt Peak            | Spacewatch               |
| 329129 | 2011 CO71              | 25 d'octubre de 2009   | Mount Lemmon         | Mt. Lemmon Survey        |
| 329130 | 2011 CX74              | 24 de juliol de 2003   | Palomar              | NEAT                     |
| 329131 | 2011 CK75              | 26 de desembre de 2006 | Catalina             | CSS                      |
| 329132 | 2011 CM75              | 10 de març de 2000     | Socorro              | LINEAR                   |
| 329133 | 2011 CZ89              | 27 de febrer de 2006   | Kitt Peak            | Spacewatch               |
| 329134 | 2011 CL90              | 26 de gener de 2006    | Kitt Peak            | Spacewatch               |
| 329135 | 2011 CA106             | 24 d'octubre de 2009   | Kitt Peak            | Spacewatch               |
| 329136 | 2011 DG5               | 26 de novembre de 1998 | Kitt Peak            | Spacewatch               |
| 329137 | 2011 DU14              | 9 d'agost de 2004      | Socorro              | LINEAR                   |
| 329138 | 2011 DH25              | 23 d'agost de 2008     | Kitt Peak            | Spacewatch               |
| 329139 | 2011 DY26              | 16 d'agost de 2002     | Haleakala            | NEAT                     |
| 329140 | 2011 DP45              | 9 de febrer de 2005    | Mount Lemmon         | Mt. Lemmon Survey        |
| 329141 | 2011 EW8               | 30 de gener de 2000    | Kitt Peak            | Spacewatch               |
| 329142 | 2011 EN55              | 8 d'octubre de 2008    | Catalina             | CSS                      |
| 329143 | 2011 EO75              | 16 de gener de 2005    | Kitt Peak            | Spacewatch               |
| 329144 | 2011 UZ192             | 15 de juny de 2004     | Kitt Peak            | Spacewatch               |
| 329145 | 2011 WB67              | 20 d'abril de 2007     | Kitt Peak            | Spacewatch               |
| 329146 | 2011 YO21              | 7 de setembre de 2004  | Palomar              | NEAT                     |
| 329147 | 2011 YF31              | 31 d'agost de 2002     | Kitt Peak            | Spacewatch               |
| 329148 | 2011 YB67              | 24 de febrer de 2006   | Mount Lemmon         | Mt. Lemmon Survey        |
| 329149 | 2011 YG68              | 28 de gener de 2007    | Mount Lemmon         | Mt. Lemmon Survey        |
| 329150 | 2011 YC73              | 25 de setembre de 2008 | Mount Lemmon         | Mt. Lemmon Survey        |
| 329151 | 2012 AV16              | 8 de juliol de 2003    | Palomar              | NEAT                     |
| 329152 | 2012 BH18              | 22 de desembre de 2003 | Kitt Peak            | Spacewatch               |
| 329153 | 2012 BG19              | 11 d'abril de 2002     | Palomar              | NEAT                     |
| 329154 | 2012 BT22              | 9 de gener de 1999     | Kitt Peak            | Spacewatch               |
| 329155 | 2012 BX22              | 26 de juliol de 2010   | WISE                 | WISE                     |
| 329156 | 2012 BK25              | 10 de setembre de 2004 | Kitt Peak            | Spacewatch               |
| 329157 | 2012 BZ51              | 9 de febrer de 2003    | Palomar              | NEAT                     |
| 329158 | 2012 BU54              | 2 de febrer de 2001    | Kitt Peak            | Spacewatch               |
| 329159 | 2012 BA59              | 16 de novembre de 2003 | Kitt Peak            | Spacewatch               |
| 329160 | 2012 BJ74              | 20 de març de 2007     | Catalina             | CSS                      |
| 329161 | 2012 BR87              | 24 de març de 2003     | Kitt Peak            | Spacewatch               |
| 329162 | 2012 BC88              | 4 de gener de 2001     | Haleakala            | NEAT                     |
| 329163 | 2012 BH101             | 2 de febrer de 2005    | Catalina             | CSS                      |
| 329164 | 2012 BA107             | 22 de juny de 2004     | Siding Spring        | Siding Spring Survey     |
| 329165 | 2012 BM120             | 13 de setembre de 2005 | Kitt Peak            | Spacewatch               |
| 329166 | 2012 CH2               | 15 d'abril de 1994     | Kitt Peak            | Spacewatch               |
| 329167 | 2012 CX14              | 14 de desembre de 2006 | Kitt Peak            | Spacewatch               |
| 329168 | 2012 CW39              | 9 de març de 2007      | Mount Lemmon         | Mt. Lemmon Survey        |
| 329169 | 2012 CG47              | 17 d'octubre de 2001   | Kitt Peak            | Spacewatch               |
| 329170 | 2012 CH50              | 25 de setembre de 2005 | Kitt Peak            | Spacewatch               |
| 329171 | 2012 CG55              | 16 de setembre de 2003 | Kitt Peak            | Spacewatch               |
| 329172 | 2012 CH55              | 2 de març de 2001      | Anderson Mesa        | LONEOS                   |
| 329173 | 2012 DY3               | 26 de setembre de 2006 | Kitt Peak            | Spacewatch               |
| 329174 | 2012 DO12              | 10 de desembre de 2001 | Kitt Peak            | Spacewatch               |
| 329175 | 2012 DQ13              | 4 d'abril de 2003      | Anderson Mesa        | LONEOS                   |
| 329176 | 2012 DA17              | 19 d'octubre de 2006   | Mount Lemmon         | Mt. Lemmon Survey        |
| 329177 | 2012 DQ19              | 18 de setembre de 2003 | Palomar              | NEAT                     |
| 329178 | 2012 DP21              | 16 de febrer de 2001   | Kitt Peak            | Spacewatch               |
| 329179 | 2012 DF22              | 28 d'agost de 2009     | Kitt Peak            | Spacewatch               |
| 329180 | 2012 DC23              | 22 de gener de 2006    | Mount Lemmon         | Mt. Lemmon Survey        |
| 329181 | 2012 DW23              | 8 d'octubre de 2005    | Kitt Peak            | Spacewatch               |
| 329182 | 2012 DZ25              | 18 de setembre de 2003 | Palomar              | NEAT                     |
| 329183 | 2012 DN27              | 15 de març de 2001     | Kitt Peak            | Spacewatch               |
| 329184 | 2012 DR27              | 12 de març de 2008     | Kitt Peak            | Spacewatch               |
| 329185 | 2012 DN28              | 21 de novembre de 2003 | Kitt Peak            | Spacewatch               |
| 329186 | 2012 DV28              | 9 d'abril de 2005      | Mount Lemmon         | Mt. Lemmon Survey        |
| 329187 | 2012 DM29              | 10 de març de 2007     | Mount Lemmon         | Mt. Lemmon Survey        |
| 329188 | 2012 DP29              | 24 d'abril de 2003     | Haleakala            | NEAT                     |
| 329189 | 2012 DQ31              | 23 de gener de 2006    | Kitt Peak            | Spacewatch               |
| 329190 | 2012 DB32              | 3 de febrer de 2006    | Mount Lemmon         | Mt. Lemmon Survey        |
| 329191 | 2012 DB36              | 16 de setembre de 2009 | Mount Lemmon         | Mt. Lemmon Survey        |
| 329192 | 2012 DJ36              | 8 de setembre de 2007  | Mount Lemmon         | Mt. Lemmon Survey        |
| 329193 | 2012 DF39              | 11 de setembre de 2004 | Kitt Peak            | Spacewatch               |
| 329194 | 2012 DG39              | 5 de novembre de 2007  | Mount Lemmon         | Mt. Lemmon Survey        |
| 329195 | 2012 DL40              | 18 de setembre de 1995 | Kitt Peak            | Spacewatch               |
| 329196 | 2012 DD45              | 1 d'octubre de 2005    | Mount Lemmon         | Mt. Lemmon Survey        |
| 329197 | 2012 DU45              | 3 de gener de 2000     | Kitt Peak            | Spacewatch               |
| 329198 | 2012 DL46              | 27 de setembre de 2003 | Kitt Peak            | Spacewatch               |
| 329199 | 2012 DP46              | 1 d'abril de 2005      | Kitt Peak            | Spacewatch               |
| 329200 | 2012 DS47              | 27 de desembre de 2006 | Mount Lemmon         | Mt. Lemmon Survey        |

## 329201-329300
| Nom    | Designació provisional | Data de descobriment   | Lloc de descobriment | Descobridor/s                                          |
| ------ | ---------------------- | ---------------------- | -------------------- | ------------------------------------------------------ |
| 329201 | 2012 DM48              | 10 de març de 2005     | Kitt Peak            | Spacewatch                                             |
| 329202 | 2012 DA49              | 11 de març de 2003     | Kitt Peak            | Spacewatch                                             |
| 329203 | 2012 DE49              | 18 de maig de 2006     | Palomar              | NEAT                                                   |
| 329204 | 2012 DL49              | 7 de gener de 2006     | Socorro              | LINEAR                                                 |
| 329205 | 2012 DV52              | 21 de setembre de 2003 | Kitt Peak            | Spacewatch                                             |
| 329206 | 2012 DN53              | 4 de gener de 2000     | Kitt Peak            | Spacewatch                                             |
| 329207 | 2012 DT54              | 7 d'octubre de 2004    | Kitt Peak            | Spacewatch                                             |
| 329208 | 2012 DX55              | 18 de març de 2001     | Socorro              | LINEAR                                                 |
| 329209 | 2012 DW57              | 17 de setembre de 2003 | Kitt Peak            | Spacewatch                                             |
| 329210 | 2012 DF58              | 2 de març de 2001      | Socorro              | LINEAR                                                 |
| 329211 | 2012 DO59              | 4 de març de 2005      | Mount Lemmon         | Mt. Lemmon Survey                                      |
| 329212 | 2012 DN61              | 16 de setembre de 2003 | Kitt Peak            | Spacewatch                                             |
| 329213 | 2012 DT73              | 24 d'abril de 2001     | Kitt Peak            | Spacewatch                                             |
| 329214 | 2012 DT75              | 27 de setembre de 2003 | Kitt Peak            | Spacewatch                                             |
| 329215 | 2012 DK76              | 8 de març de 2005      | Anderson Mesa        | LONEOS                                                 |
| 329216 | 2012 DV76              | 16 de novembre de 2006 | Kitt Peak            | Spacewatch                                             |
| 329217 | 2012 DM77              | 13 de gener de 2008    | Kitt Peak            | Spacewatch                                             |
| 329218 | 2012 DS77              | 1 d'octubre de 2003    | Kitt Peak            | Spacewatch                                             |
| 329219 | 2012 DX81              | 6 de febrer de 2003    | Kitt Peak            | Spacewatch                                             |
| 329220 | 2012 DY81              | 27 d'octubre de 2005   | Kitt Peak            | Spacewatch                                             |
| 329221 | 2012 DX82              | 17 de gener de 2007    | Kitt Peak            | Spacewatch                                             |
| 329222 | 2012 DP83              | 20 de març de 2001     | Anderson Mesa        | LONEOS                                                 |
| 329223 | 2012 DV83              | 28 d'abril de 1995     | Kitt Peak            | Spacewatch                                             |
| 329224 | 2012 DK86              | 22 de febrer de 2001   | Kitt Peak            | Spacewatch                                             |
| 329225 | 2012 EU2               | 15 de març de 2001     | Kitt Peak            | Spacewatch                                             |
| 329226 | 2012 EK3               | 29 d'agost de 2005     | Kitt Peak            | Spacewatch                                             |
| 329227 | 2012 EL3               | 14 d'octubre de 2001   | Socorro              | LINEAR                                                 |
| 329228 | 2012 EM3               | 2 de febrer de 2005    | Kitt Peak            | Spacewatch                                             |
| 329229 | 2012 EJ4               | 10 de novembre de 1999 | Kitt Peak            | Spacewatch                                             |
| 329230 | 2012 EN4               | 10 de febrer de 2002   | Socorro              | LINEAR                                                 |
| 329231 | 2012 EZ5               | 9 d'octubre de 2005    | Kitt Peak            | Spacewatch                                             |
| 329232 | 2012 EW6               | 14 de desembre de 2003 | Kitt Peak            | Spacewatch                                             |
| 329233 | 2012 EE11              | 16 de març de 2001     | Kitt Peak            | Spacewatch                                             |
| 329234 | 2012 ET11              | 21 de desembre de 2006 | Kitt Peak            | Spacewatch                                             |
| 329235 | 2012 EQ12              | 27 de setembre de 2003 | Kitt Peak            | Spacewatch                                             |
| 329236 | 2012 FH10              | 9 de gener de 1999     | Kitt Peak            | Spacewatch                                             |
| 329237 | 2012 FG14              | 28 d'abril de 2000     | Socorro              | LINEAR                                                 |
| 329238 | 2012 FZ22              | 30 de gener de 2006    | Kitt Peak            | Spacewatch                                             |
| 329239 | 2012 FL36              | 25 de novembre de 2005 | Kitt Peak            | Spacewatch                                             |
| 329240 | 2012 FZ36              | 6 de novembre de 1996  | Kitt Peak            | Spacewatch                                             |
| 329241 | 2012 FT56              | 14 de març de 2004     | Kitt Peak            | Spacewatch                                             |
| 329242 | 4564 T-2               | 30 de setembre de 1973 | Palomar              | C. J. van Houten, I. van Houten-Groeneveld, T. Gehrels |
| 329243 | 4063 T-3               | 16 d'octubre de 1977   | Palomar              | C. J. van Houten, I. van Houten-Groeneveld, T. Gehrels |
| 329244 | 1992 UA                | 18 d'octubre de 1992   | Kitt Peak            | Spacewatch                                             |
| 329245 | 1995 FP1               | 23 de març de 1995     | Kitt Peak            | Spacewatch                                             |
| 329246 | 1995 FN14              | 27 de març de 1995     | Kitt Peak            | Spacewatch                                             |
| 329247 | 1995 OY9               | 30 de juliol de 1995   | Kitt Peak            | Spacewatch                                             |
| 329248 | 1995 QQ6               | 22 d'agost de 1995     | Kitt Peak            | Spacewatch                                             |
| 329249 | 1995 US9               | 16 d'octubre de 1995   | Kitt Peak            | Spacewatch                                             |
| 329250 | 1995 UL36              | 21 d'octubre de 1995   | Kitt Peak            | Spacewatch                                             |
| 329251 | 1995 UU59              | 19 d'octubre de 1995   | Kitt Peak            | Spacewatch                                             |
| 329252 | 1995 VQ10              | 15 de novembre de 1995 | Kitt Peak            | Spacewatch                                             |
| 329253 | 1996 MU                | 9 de maig de 1996      | Kitt Peak            | Spacewatch                                             |
| 329254 | 1996 XB30              | 14 de desembre de 1996 | Kitt Peak            | Spacewatch                                             |
| 329255 | 1997 TN1               | 3 d'octubre de 1997    | Caussols             | ODAS                                                   |
| 329256 | 1997 WZ10              | 22 de novembre de 1997 | Kitt Peak            | Spacewatch                                             |
| 329257 | 1998 KC                | 16 de maig de 1998     | Socorro              | LINEAR                                                 |
| 329258 | 1998 RN10              | 13 de setembre de 1998 | Kitt Peak            | Spacewatch                                             |
| 329259 | 1998 RW14              | 14 de setembre de 1998 | Kitt Peak            | Spacewatch                                             |
| 329260 | 1998 SY40              | 25 de setembre de 1998 | Kitt Peak            | Spacewatch                                             |
| 329261 | 1998 SW123             | 26 de setembre de 1998 | Socorro              | LINEAR                                                 |
| 329262 | 1998 UF1               | 19 d'octubre de 1998   | Catalina             | CSS                                                    |
| 329263 | 1998 VB50              | 11 de novembre de 1998 | Socorro              | LINEAR                                                 |
| 329264 | 1999 CL123             | 11 de febrer de 1999   | Socorro              | LINEAR                                                 |
| 329265 | 1999 QZ                | 17 d'agost de 1999     | Kitt Peak            | Spacewatch                                             |
| 329266 | 1999 RK131             | 13 de setembre de 1999 | Kitt Peak            | Spacewatch                                             |
| 329267 | 1999 RQ153             | 9 de setembre de 1999  | Socorro              | LINEAR                                                 |
| 329268 | 1999 RC235             | 8 de setembre de 1999  | Catalina             | CSS                                                    |
| 329269 | 1999 SQ14              | 29 de setembre de 1999 | Catalina             | CSS                                                    |
| 329270 | 1999 TH33              | 4 d'octubre de 1999    | Socorro              | LINEAR                                                 |
| 329271 | 1999 TH125             | 4 d'octubre de 1999    | Socorro              | LINEAR                                                 |
| 329272 | 1999 TP178             | 10 d'octubre de 1999   | Socorro              | LINEAR                                                 |
| 329273 | 1999 TZ221             | 1 d'octubre de 1999    | Catalina             | CSS                                                    |
| 329274 | 1999 TO256             | 9 d'octubre de 1999    | Socorro              | LINEAR                                                 |
| 329275 | 1999 VP6               | 5 de novembre de 1999  | Socorro              | LINEAR                                                 |
| 329276 | 1999 VF40              | 15 de novembre de 1999 | Bergisch Gladbac     | W. Bickel                                              |
| 329277 | 1999 VR46              | 3 de novembre de 1999  | Socorro              | LINEAR                                                 |
| 329278 | 1999 VA107             | 9 de novembre de 1999  | Socorro              | LINEAR                                                 |
| 329279 | 1999 VD117             | 6 de novembre de 1999  | Kitt Peak            | Spacewatch                                             |
| 329280 | 1999 VD141             | 10 de novembre de 1999 | Kitt Peak            | Spacewatch                                             |
| 329281 | 1999 VQ172             | 14 de novembre de 1999 | Socorro              | LINEAR                                                 |
| 329282 | 1999 WZ5               | 30 de novembre de 1999 | Socorro              | LINEAR                                                 |
| 329283 | 1999 XQ261             | 7 de desembre de 1999  | Socorro              | LINEAR                                                 |
| 329284 | 2000 CM106             | 5 de febrer de 2000    | Kitt Peak            | M. W. Buie                                             |
| 329285 | 2000 CU106             | 5 de febrer de 2000    | Kitt Peak            | M. W. Buie                                             |
| 329286 | 2000 DA67              | 25 de febrer de 2000   | Kitt Peak            | Spacewatch                                             |
| 329287 | 2000 DJ91              | 25 de febrer de 2000   | Kitt Peak            | Spacewatch                                             |
| 329288 | 2000 ES2               | 3 de març de 2000      | Socorro              | LINEAR                                                 |
| 329289 | 2000 FR4               | 27 de març de 2000     | Kitt Peak            | Spacewatch                                             |
| 329290 | 2000 HT3               | 26 d'abril de 2000     | Kitt Peak            | Spacewatch                                             |
| 329291 | 2000 JB6               | 2 de maig de 2000      | Socorro              | LINEAR                                                 |
| 329292 | 2000 LK16              | 8 de juny de 2000      | Socorro              | LINEAR                                                 |
| 329293 | 2000 NF19              | 5 de juliol de 2000    | Anderson Mesa        | LONEOS                                                 |
| 329294 | 2000 QP36              | 24 d'agost de 2000     | Socorro              | LINEAR                                                 |
| 329295 | 2000 QQ184             | 26 d'agost de 2000     | Socorro              | LINEAR                                                 |
| 329296 | 2000 QF199             | 29 d'agost de 2000     | Socorro              | LINEAR                                                 |
| 329297 | 2000 QW213             | 31 d'agost de 2000     | Socorro              | LINEAR                                                 |
| 329298 | 2000 RM                | 1 de setembre de 2000  | Socorro              | LINEAR                                                 |
| 329299 | 2000 RB37              | 3 de setembre de 2000  | Socorro              | LINEAR                                                 |
| 329300 | 2000 RR57              | 7 de setembre de 2000  | Kitt Peak            | Spacewatch                                             |

## 329301-329400
| Nom    | Designació provisional | Data de descobriment   | Lloc de descobriment | Descobridor/s |
| ------ | ---------------------- | ---------------------- | -------------------- | ------------- |
| 329301 | 2000 RM77              | 7 de setembre de 2000  | Socorro              | LINEAR        |
| 329302 | 2000 RF82              | 1 de setembre de 2000  | Socorro              | LINEAR        |
| 329303 | 2000 RW90              | 3 de setembre de 2000  | Socorro              | LINEAR        |
| 329304 | 2000 RB100             | 5 de setembre de 2000  | Anderson Mesa        | LONEOS        |
| 329305 | 2000 SY16              | 23 de setembre de 2000 | Socorro              | LINEAR        |
| 329306 | 2000 SJ19              | 23 de setembre de 2000 | Socorro              | LINEAR        |
| 329307 | 2000 SM31              | 24 de setembre de 2000 | Socorro              | LINEAR        |
| 329308 | 2000 SW37              | 24 de setembre de 2000 | Socorro              | LINEAR        |
| 329309 | 2000 SR57              | 24 de setembre de 2000 | Socorro              | LINEAR        |
| 329310 | 2000 SF68              | 24 de setembre de 2000 | Socorro              | LINEAR        |
| 329311 | 2000 SW89              | 22 de setembre de 2000 | Socorro              | LINEAR        |
| 329312 | 2000 SA130             | 22 de setembre de 2000 | Socorro              | LINEAR        |
| 329313 | 2000 SG183             | 20 de setembre de 2000 | Haleakala            | NEAT          |
| 329314 | 2000 SV204             | 24 de setembre de 2000 | Socorro              | LINEAR        |
| 329315 | 2000 SZ224             | 27 de setembre de 2000 | Socorro              | LINEAR        |
| 329316 | 2000 SL253             | 24 de setembre de 2000 | Socorro              | LINEAR        |
| 329317 | 2000 SY258             | 24 de setembre de 2000 | Socorro              | LINEAR        |
| 329318 | 2000 SA313             | 27 de setembre de 2000 | Socorro              | LINEAR        |
| 329319 | 2000 SL315             | 28 de setembre de 2000 | Socorro              | LINEAR        |
| 329320 | 2000 SJ355             | 29 de setembre de 2000 | Anderson Mesa        | LONEOS        |
| 329321 | 2000 TY31              | 4 d'octubre de 2000    | Kitt Peak            | Spacewatch    |
| 329322 | 2000 TQ38              | 1 d'octubre de 2000    | Socorro              | LINEAR        |
| 329323 | 2000 UW67              | 25 d'octubre de 2000   | Socorro              | LINEAR        |
| 329324 | 2000 UB73              | 25 d'octubre de 2000   | Socorro              | LINEAR        |
| 329325 | 2000 UU106             | 30 d'octubre de 2000   | Socorro              | LINEAR        |
| 329326 | 2000 VB14              | 1 de novembre de 2000  | Socorro              | LINEAR        |
| 329327 | 2000 VR55              | 3 de novembre de 2000  | Socorro              | LINEAR        |
| 329328 | 2000 WH30              | 20 de novembre de 2000 | Socorro              | LINEAR        |
| 329329 | 2000 WW37              | 20 de novembre de 2000 | Socorro              | LINEAR        |
| 329330 | 2000 WD51              | 27 de novembre de 2000 | Socorro              | LINEAR        |
| 329331 | 2000 WH67              | 27 de novembre de 2000 | Socorro              | LINEAR        |
| 329332 | 2000 YZ128             | 29 de desembre de 2000 | Haleakala            | NEAT          |
| 329333 | 2001 CF46              | 15 de febrer de 2001   | Socorro              | LINEAR        |
| 329334 | 2001 FS96              | 16 de març de 2001     | Socorro              | LINEAR        |
| 329335 | 2001 FR136             | 21 de març de 2001     | Anderson Mesa        | LONEOS        |
| 329336 | 2001 FT216             | 21 de març de 2001     | Kitt Peak            | SKADS         |
| 329337 | 2001 HA26              | 27 d'abril de 2001     | Kitt Peak            | Spacewatch    |
| 329338 | 2001 JW2               | 15 de maig de 2001     | Palomar              | NEAT          |
| 329339 | 2001 JP4               | 15 de maig de 2001     | Palomar              | NEAT          |
| 329340 | 2001 LM5               | 13 de juny de 2001     | Socorro              | LINEAR        |
| 329341 | 2001 OU53              | 21 de juliol de 2001   | Palomar              | NEAT          |
| 329342 | 2001 OL100             | 27 de juliol de 2001   | Anderson Mesa        | LONEOS        |
| 329343 | 2001 QG96              | 22 d'agost de 2001     | Socorro              | LINEAR        |
| 329344 | 2001 QW152             | 27 d'agost de 2001     | Eskridge             | G. Hug        |
| 329345 | 2001 QW266             | 20 d'agost de 2001     | Socorro              | LINEAR        |
| 329346 | 2001 QW292             | 16 d'agost de 2001     | Palomar              | NEAT          |
| 329347 | 2001 RY21              | 7 de setembre de 2001  | Socorro              | LINEAR        |
| 329348 | 2001 RY30              | 7 de setembre de 2001  | Socorro              | LINEAR        |
| 329349 | 2001 RK116             | 12 de setembre de 2001 | Socorro              | LINEAR        |
| 329350 | 2001 SF6               | 18 de setembre de 2001 | Kitt Peak            | Spacewatch    |
| 329351 | 2001 SS116             | 16 de setembre de 2001 | Socorro              | LINEAR        |
| 329352 | 2001 SN160             | 17 de setembre de 2001 | Socorro              | LINEAR        |
| 329353 | 2001 SW173             | 16 de setembre de 2001 | Socorro              | LINEAR        |
| 329354 | 2001 SR220             | 19 de setembre de 2001 | Socorro              | LINEAR        |
| 329355 | 2001 SZ221             | 19 de setembre de 2001 | Socorro              | LINEAR        |
| 329356 | 2001 SO259             | 20 de setembre de 2001 | Socorro              | LINEAR        |
| 329357 | 2001 SC261             | 20 de setembre de 2001 | Socorro              | LINEAR        |
| 329358 | 2001 SG338             | 20 de setembre de 2001 | Socorro              | LINEAR        |
| 329359 | 2001 TT55              | 15 d'octubre de 2001   | Socorro              | LINEAR        |
| 329360 | 2001 TA111             | 14 d'octubre de 2001   | Socorro              | LINEAR        |
| 329361 | 2001 TG119             | 15 d'octubre de 2001   | Socorro              | LINEAR        |
| 329362 | 2001 TF156             | 14 d'octubre de 2001   | Kitt Peak            | Spacewatch    |
| 329363 | 2001 TQ180             | 14 d'octubre de 2001   | Socorro              | LINEAR        |
| 329364 | 2001 UT38              | 7 d'octubre de 2001    | Palomar              | NEAT          |
| 329365 | 2001 UA107             | 20 d'octubre de 2001   | Socorro              | LINEAR        |
| 329366 | 2001 UZ135             | 22 d'octubre de 2001   | Socorro              | LINEAR        |
| 329367 | 2001 UB138             | 23 d'octubre de 2001   | Socorro              | LINEAR        |
| 329368 | 2001 UL155             | 23 d'octubre de 2001   | Socorro              | LINEAR        |
| 329369 | 2001 UO166             | 24 d'octubre de 2001   | Kitt Peak            | Spacewatch    |
| 329370 | 2001 UY190             | 18 d'octubre de 2001   | Palomar              | NEAT          |
| 329371 | 2001 UJ229             | 16 d'octubre de 2001   | Palomar              | NEAT          |
| 329372 | 2001 VR70              | 11 de novembre de 2001 | Socorro              | LINEAR        |
| 329373 | 2001 VC79              | 9 de novembre de 2001  | Palomar              | NEAT          |
| 329374 | 2001 WK5               | 21 de novembre de 2001 | Socorro              | LINEAR        |
| 329375 | 2001 WV9               | 17 de novembre de 2001 | Socorro              | LINEAR        |
| 329376 | 2001 WA48              | 19 de novembre de 2001 | Anderson Mesa        | LONEOS        |
| 329377 | 2001 WP72              | 20 de novembre de 2001 | Socorro              | LINEAR        |
| 329378 | 2001 WT72              | 20 de novembre de 2001 | Socorro              | LINEAR        |
| 329379 | 2001 WK74              | 26 d'octubre de 2001   | Kitt Peak            | Spacewatch    |
| 329380 | 2001 WN88              | 19 de novembre de 2001 | Socorro              | LINEAR        |
| 329381 | 2001 WJ91              | 21 de novembre de 2001 | Socorro              | LINEAR        |
| 329382 | 2001 XH39              | 9 de desembre de 2001  | Socorro              | LINEAR        |
| 329383 | 2001 XO79              | 11 de desembre de 2001 | Socorro              | LINEAR        |
| 329384 | 2001 XZ111             | 11 de desembre de 2001 | Socorro              | LINEAR        |
| 329385 | 2001 XA119             | 13 de desembre de 2001 | Socorro              | LINEAR        |
| 329386 | 2001 XG126             | 14 de desembre de 2001 | Socorro              | LINEAR        |
| 329387 | 2001 XS150             | 14 de desembre de 2001 | Socorro              | LINEAR        |
| 329388 | 2001 XW155             | 14 de desembre de 2001 | Socorro              | LINEAR        |
| 329389 | 2001 XJ187             | 9 de desembre de 2001  | Kitt Peak            | Spacewatch    |
| 329390 | 2001 YP2               | 18 de desembre de 2001 | Palomar              | NEAT          |
| 329391 | 2001 YD4               | 22 de desembre de 2001 | Socorro              | LINEAR        |
| 329392 | 2001 YJ11              | 17 de desembre de 2001 | Socorro              | LINEAR        |
| 329393 | 2001 YM17              | 17 de desembre de 2001 | Socorro              | LINEAR        |
| 329394 | 2001 YO25              | 18 de desembre de 2001 | Socorro              | LINEAR        |
| 329395 | 2002 AC                | 3 de gener de 2002     | Socorro              | LINEAR        |
| 329396 | 2002 AT46              | 9 de gener de 2002     | Socorro              | LINEAR        |
| 329397 | 2002 AP55              | 9 de gener de 2002     | Socorro              | LINEAR        |
| 329398 | 2002 AB147             | 14 de gener de 2002    | Socorro              | LINEAR        |
| 329399 | 2002 AY161             | 13 de gener de 2002    | Socorro              | LINEAR        |
| 329400 | 2002 AN173             | 14 de gener de 2002    | Socorro              | LINEAR        |

## 329401-329500
| Nom    | Designació provisional | Data de descobriment   | Lloc de descobriment | Descobridor/s               |
| ------ | ---------------------- | ---------------------- | -------------------- | --------------------------- |
| 329401 | 2002 BE2               | 22 de gener de 2002    | Socorro              | LINEAR                      |
| 329402 | 2002 BM13              | 8 de gener de 2002     | Socorro              | LINEAR                      |
| 329403 | 2002 CP17              | 6 de febrer de 2002    | Socorro              | LINEAR                      |
| 329404 | 2002 CS21              | 5 de febrer de 2002    | Palomar              | NEAT                        |
| 329405 | 2002 CW218             | 10 de febrer de 2002   | Socorro              | LINEAR                      |
| 329406 | 2002 CB292             | 11 de febrer de 2002   | Anderson Mesa        | LONEOS                      |
| 329407 | 2002 EH23              | 5 de març de 2002      | Kitt Peak            | Spacewatch                  |
| 329408 | 2002 EM42              | 12 de març de 2002     | Socorro              | LINEAR                      |
| 329409 | 2002 ED95              | 14 de març de 2002     | Socorro              | LINEAR                      |
| 329410 | 2002 EX155             | 10 de març de 2002     | Cima Ekar            | Asiago-DLR Asteroid Survey  |
| 329411 | 2002 GN97              | 9 d'abril de 2002      | Kitt Peak            | Spacewatch                  |
| 329412 | 2002 JJ48              | 9 de maig de 2002      | Socorro              | LINEAR                      |
| 329413 | 2002 JJ68              | 11 de maig de 2002     | Socorro              | LINEAR                      |
| 329414 | 2002 KH16              | 30 de maig de 2002     | Palomar              | NEAT                        |
| 329415 | 2002 LS9               | 5 de juny de 2002      | Socorro              | LINEAR                      |
| 329416 | 2002 MF6               | 9 d'octubre de 2008    | Catalina             | CSS                         |
| 329417 | 2002 MC7               | 23 de novembre de 2006 | Kitt Peak            | Spacewatch                  |
| 329418 | 2002 NV4               | 10 de juliol de 2002   | Campo Imperatore     | CINEOS                      |
| 329419 | 2002 NV8               | 1 de juliol de 2002    | Palomar              | NEAT                        |
| 329420 | 2002 NX20              | 9 de juliol de 2002    | Socorro              | LINEAR                      |
| 329421 | 2002 NJ45              | 13 de juliol de 2002   | Palomar              | NEAT                        |
| 329422 | 2002 NQ54              | 5 de juliol de 2002    | Socorro              | LINEAR                      |
| 329423 | 2002 NU60              | 4 de juliol de 2002    | Palomar              | NEAT                        |
| 329424 | 2002 NY64              | 2 de juliol de 2002    | Palomar              | NEAT                        |
| 329425 | 2002 NT69              | 14 de juliol de 2002   | Palomar              | NEAT                        |
| 329426 | 2002 NH71              | 8 de juliol de 2002    | Palomar              | NEAT                        |
| 329427 | 2002 NT72              | 8 de juliol de 2002    | Palomar              | NEAT                        |
| 329428 | 2002 NL76              | 22 d'octubre de 2003   | Kitt Peak            | Spacewatch                  |
| 329429 | 2002 NY76              | 9 de març de 2010      | WISE                 | WISE                        |
| 329430 | 2002 NM77              | 4 de setembre de 2008  | Kitt Peak            | Spacewatch                  |
| 329431 | 2002 NV77              | 16 de gener de 2004    | Kitt Peak            | Spacewatch                  |
| 329432 | 2002 NE78              | 27 de juliol de 2009   | Catalina             | CSS                         |
| 329433 | 2002 NJ78              | 4 de març de 2006      | Mount Lemmon         | Mt. Lemmon Survey           |
| 329434 | 2002 OR                | 17 de juliol de 2002   | Socorro              | LINEAR                      |
| 329435 | 2002 OM11              | 17 de juliol de 2002   | Palomar              | NEAT                        |
| 329436 | 2002 OC20              | 22 de juliol de 2002   | Palomar              | NEAT                        |
| 329437 | 2002 OA22              | 30 de juliol de 2002   | Palomar              | NEAT                        |
| 329438 | 2002 PL                | 1 d'agost de 2002      | Campo Imperatore     | CINEOS                      |
| 329439 | 2002 PG9               | 5 d'agost de 2002      | Palomar              | NEAT                        |
| 329440 | 2002 PZ13              | 6 d'agost de 2002      | Palomar              | NEAT                        |
| 329441 | 2002 PN19              | 6 d'agost de 2002      | Palomar              | NEAT                        |
| 329442 | 2002 PV25              | 6 d'agost de 2002      | Palomar              | NEAT                        |
| 329443 | 2002 PD26              | 6 d'agost de 2002      | Palomar              | NEAT                        |
| 329444 | 2002 PC66              | 6 d'agost de 2002      | Palomar              | NEAT                        |
| 329445 | 2002 PK72              | 12 d'agost de 2002     | Socorro              | LINEAR                      |
| 329446 | 2002 PO72              | 12 d'agost de 2002     | Socorro              | LINEAR                      |
| 329447 | 2002 PP104             | 12 d'agost de 2002     | Socorro              | LINEAR                      |
| 329448 | 2002 PG106             | 12 d'agost de 2002     | Socorro              | LINEAR                      |
| 329449 | 2002 PA115             | 15 d'agost de 2002     | Kitt Peak            | Spacewatch                  |
| 329450 | 2002 PY115             | 13 d'agost de 2002     | Socorro              | LINEAR                      |
| 329451 | 2002 PT151             | 8 d'agost de 2002      | Palomar              | NEAT                        |
| 329452 | 2002 PP167             | 15 d'agost de 2002     | Palomar              | NEAT                        |
| 329453 | 2002 PT167             | 8 d'agost de 2002      | Palomar              | NEAT                        |
| 329454 | 2002 PF175             | 11 d'agost de 2002     | Palomar              | NEAT                        |
| 329455 | 2002 PR176             | 11 d'agost de 2002     | Palomar              | NEAT                        |
| 329456 | 2002 PB188             | 8 d'agost de 2002      | Palomar              | NEAT                        |
| 329457 | 2002 PE191             | 15 d'agost de 2002     | Palomar              | NEAT                        |
| 329458 | 2002 PM193             | 6 d'agost de 2002      | Palomar              | NEAT                        |
| 329459 | 2002 PF196             | 13 de febrer de 2004   | Kitt Peak            | Spacewatch                  |
| 329460 | 2002 PK198             | 3 de desembre de 2004  | Kitt Peak            | Spacewatch                  |
| 329461 | 2002 PN199             | 26 de maig de 2009     | Kitt Peak            | Spacewatch                  |
| 329462 | 2002 QA4               | 16 d'agost de 2002     | Haleakala            | NEAT                        |
| 329463 | 2002 QO6               | 19 d'agost de 2002     | Kvistaberg           | Uppsala-DLR Asteroid Survey |
| 329464 | 2002 QK12              | 26 d'agost de 2002     | Palomar              | NEAT                        |
| 329465 | 2002 QH19              | 26 d'agost de 2002     | Palomar              | NEAT                        |
| 329466 | 2002 QV24              | 28 d'agost de 2002     | Socorro              | LINEAR                      |
| 329467 | 2002 QM29              | 29 d'agost de 2002     | Palomar              | NEAT                        |
| 329468 | 2002 QM30              | 29 d'agost de 2002     | Palomar              | NEAT                        |
| 329469 | 2002 QM35              | 29 d'agost de 2002     | Palomar              | NEAT                        |
| 329470 | 2002 QU38              | 30 d'agost de 2002     | Kitt Peak            | Spacewatch                  |
| 329471 | 2002 QL48              | 18 d'agost de 2002     | Palomar              | S. F. Hoenig                |
| 329472 | 2002 QA51              | 28 d'agost de 2002     | Palomar              | R. Matson                   |
| 329473 | 2002 QN62              | 17 d'agost de 2002     | Palomar              | NEAT                        |
| 329474 | 2002 QX68              | 29 d'agost de 2002     | Palomar              | NEAT                        |
| 329475 | 2002 QV72              | 18 d'agost de 2002     | Palomar              | NEAT                        |
| 329476 | 2002 QX84              | 16 d'agost de 2002     | Palomar              | NEAT                        |
| 329477 | 2002 QH90              | 30 d'agost de 2002     | Palomar              | NEAT                        |
| 329478 | 2002 QH91              | 18 d'agost de 2002     | Palomar              | NEAT                        |
| 329479 | 2002 QN91              | 30 d'agost de 2002     | Palomar              | NEAT                        |
| 329480 | 2002 QP94              | 26 d'agost de 2002     | Palomar              | NEAT                        |
| 329481 | 2002 QD96              | 11 de desembre de 2004 | Kitt Peak            | Spacewatch                  |
| 329482 | 2002 QC102             | 18 d'agost de 2002     | Palomar              | NEAT                        |
| 329483 | 2002 QP108             | 29 de juliol de 2002   | Palomar              | NEAT                        |
| 329484 | 2002 QY108             | 17 d'agost de 2002     | Palomar              | NEAT                        |
| 329485 | 2002 QD113             | 28 d'agost de 2002     | Palomar              | NEAT                        |
| 329486 | 2002 QR113             | 27 d'agost de 2002     | Palomar              | NEAT                        |
| 329487 | 2002 QY114             | 16 d'agost de 2002     | Palomar              | NEAT                        |
| 329488 | 2002 QJ115             | 30 d'agost de 2002     | Palomar              | NEAT                        |
| 329489 | 2002 QT116             | 18 d'agost de 2002     | Palomar              | NEAT                        |
| 329490 | 2002 QS117             | 26 d'agost de 2002     | Palomar              | NEAT                        |
| 329491 | 2002 QQ132             | 16 d'agost de 2002     | Palomar              | NEAT                        |
| 329492 | 2002 QQ140             | 16 d'octubre de 2003   | Kitt Peak            | Spacewatch                  |
| 329493 | 2002 QG145             | 29 de setembre de 2008 | Catalina             | CSS                         |
| 329494 | 2002 RO9               | 4 de setembre de 2002  | Palomar              | NEAT                        |
| 329495 | 2002 RS39              | 5 de setembre de 2002  | Socorro              | LINEAR                      |
| 329496 | 2002 RW72              | 5 de setembre de 2002  | Socorro              | LINEAR                      |
| 329497 | 2002 RZ103             | 5 de setembre de 2002  | Socorro              | LINEAR                      |
| 329498 | 2002 RY122             | 8 de setembre de 2002  | Haleakala            | NEAT                        |
| 329499 | 2002 RL123             | 8 de setembre de 2002  | Campo Imperatore     | CINEOS                      |
| 329500 | 2002 RP124             | 9 de setembre de 2002  | Palomar              | NEAT                        |

## 329501-329600
| Nom    | Designació provisional | Data de descobriment   | Lloc de descobriment | Descobridor/s                        |
| ------ | ---------------------- | ---------------------- | -------------------- | ------------------------------------ |
| 329501 | 2002 RA134             | 10 de setembre de 2002 | Palomar              | NEAT                                 |
| 329502 | 2002 RM137             | 13 de setembre de 2002 | Socorro              | LINEAR                               |
| 329503 | 2002 RU139             | 10 de setembre de 2002 | Palomar              | NEAT                                 |
| 329504 | 2002 RN142             | 11 de setembre de 2002 | Palomar              | NEAT                                 |
| 329505 | 2002 RB161             | 12 de setembre de 2002 | Palomar              | NEAT                                 |
| 329506 | 2002 RN162             | 12 de setembre de 2002 | Palomar              | NEAT                                 |
| 329507 | 2002 RC169             | 13 de setembre de 2002 | Palomar              | NEAT                                 |
| 329508 | 2002 RY175             | 13 de setembre de 2002 | Palomar              | NEAT                                 |
| 329509 | 2002 RG183             | 11 de setembre de 2002 | Palomar              | NEAT                                 |
| 329510 | 2002 RH184             | 12 de setembre de 2002 | Palomar              | NEAT                                 |
| 329511 | 2002 RB185             | 12 de setembre de 2002 | Palomar              | NEAT                                 |
| 329512 | 2002 RV200             | 13 de setembre de 2002 | Socorro              | LINEAR                               |
| 329513 | 2002 RT229             | 14 de setembre de 2002 | Haleakala            | NEAT                                 |
| 329514 | 2002 RG238             | 15 de setembre de 2002 | Palomar              | R. Matson                            |
| 329515 | 2002 RL242             | 12 d'agost de 2002     | Socorro              | LINEAR                               |
| 329516 | 2002 RK267             | 3 de setembre de 2002  | Palomar              | NEAT                                 |
| 329517 | 2002 RF290             | 4 de setembre de 2002  | Palomar              | NEAT                                 |
| 329518 | 2002 RL291             | 28 de setembre de 2006 | Mount Lemmon         | Mt. Lemmon Survey                    |
| 329519 | 2002 RW291             | 15 de novembre de 2006 | Socorro              | LINEAR                               |
| 329520 | 2002 SV                | 23 de setembre de 2002 | Haleakala            | NEAT                                 |
| 329521 | 2002 SS17              | 15 de setembre de 2002 | Palomar              | NEAT                                 |
| 329522 | 2002 SR25              | 28 de setembre de 2002 | Haleakala            | NEAT                                 |
| 329523 | 2002 SK47              | 30 de setembre de 2002 | Socorro              | LINEAR                               |
| 329524 | 2002 TT6               | 1 d'octubre de 2002    | Anderson Mesa        | LONEOS                               |
| 329525 | 2002 TW7               | 1 d'octubre de 2002    | Haleakala            | NEAT                                 |
| 329526 | 2002 TU10              | 2 d'octubre de 2002    | Socorro              | LINEAR                               |
| 329527 | 2002 TK12              | 1 d'octubre de 2002    | Anderson Mesa        | LONEOS                               |
| 329528 | 2002 TK18              | 2 d'octubre de 2002    | Socorro              | LINEAR                               |
| 329529 | 2002 TA23              | 2 d'octubre de 2002    | Socorro              | LINEAR                               |
| 329530 | 2002 TM30              | 2 d'octubre de 2002    | Socorro              | LINEAR                               |
| 329531 | 2002 TV35              | 2 d'octubre de 2002    | Socorro              | LINEAR                               |
| 329532 | 2002 TM38              | 2 d'octubre de 2002    | Socorro              | LINEAR                               |
| 329533 | 2002 TA51              | 2 d'octubre de 2002    | Socorro              | LINEAR                               |
| 329534 | 2002 TM56              | 1 d'octubre de 2002    | Anderson Mesa        | LONEOS                               |
| 329535 | 2002 TL61              | 3 d'octubre de 2002    | Campo Imperatore     | CINEOS                               |
| 329536 | 2002 TJ72              | 3 d'octubre de 2002    | Palomar              | NEAT                                 |
| 329537 | 2002 TW81              | 1 d'octubre de 2002    | Haleakala            | NEAT                                 |
| 329538 | 2002 TH93              | 3 d'octubre de 2002    | Palomar              | NEAT                                 |
| 329539 | 2002 TA127             | 29 de setembre de 2002 | Haleakala            | NEAT                                 |
| 329540 | 2002 TR162             | 5 d'octubre de 2002    | Palomar              | NEAT                                 |
| 329541 | 2002 TV173             | 4 d'octubre de 2002    | Socorro              | LINEAR                               |
| 329542 | 2002 TB199             | 5 d'octubre de 2002    | Socorro              | LINEAR                               |
| 329543 | 2002 TO230             | 7 d'octubre de 2002    | Palomar              | NEAT                                 |
| 329544 | 2002 TV241             | 7 d'octubre de 2002    | Haleakala            | NEAT                                 |
| 329545 | 2002 TN271             | 9 d'octubre de 2002    | Socorro              | LINEAR                               |
| 329546 | 2002 TN279             | 10 d'octubre de 2002   | Socorro              | LINEAR                               |
| 329547 | 2002 TG289             | 10 d'octubre de 2002   | Socorro              | LINEAR                               |
| 329548 | 2002 TE297             | 11 d'octubre de 2002   | Socorro              | LINEAR                               |
| 329549 | 2002 TG326             | 5 d'octubre de 2002    | Apache Point         | Sloan Digital Sky Survey             |
| 329550 | 2002 TJ342             | 5 d'octubre de 2002    | Apache Point         | Sloan Digital Sky Survey             |
| 329551 | 2002 TW366             | 10 d'octubre de 2002   | Apache Point         | Sloan Digital Sky Survey             |
| 329552 | 2002 TE376             | 7 d'octubre de 2002    | Haleakala            | NEAT                                 |
| 329553 | 2002 TW377             | 4 d'octubre de 2002    | Palomar              | NEAT                                 |
| 329554 | 2002 TB381             | 9 d'octubre de 2002    | Palomar              | NEAT                                 |
| 329555 | 2002 UB3               | 28 d'octubre de 2002   | Socorro              | LINEAR                               |
| 329556 | 2002 UA12              | 30 d'octubre de 2002   | Socorro              | LINEAR                               |
| 329557 | 2002 UJ14              | 11 d'octubre de 2002   | Socorro              | LINEAR                               |
| 329558 | 2002 UV20              | 28 d'octubre de 2002   | Haleakala            | NEAT                                 |
| 329559 | 2002 UC31              | 28 d'octubre de 2002   | Palomar              | NEAT                                 |
| 329560 | 2002 UK61              | 30 d'octubre de 2002   | Apache Point         | Sloan Digital Sky Survey             |
| 329561 | 2002 UV65              | 30 d'octubre de 2002   | Apache Point         | Sloan Digital Sky Survey             |
| 329562 | 2002 UV71              | 31 d'octubre de 2002   | Palomar              | NEAT                                 |
| 329563 | 2002 UM79              | 4 d'octubre de 2006    | Mount Lemmon         | Mt. Lemmon Survey                    |
| 329564 | 2002 VC14              | 5 de novembre de 2002  | Socorro              | LINEAR                               |
| 329565 | 2002 VH35              | 5 de novembre de 2002  | Socorro              | LINEAR                               |
| 329566 | 2002 VR41              | 5 de novembre de 2002  | Palomar              | NEAT                                 |
| 329567 | 2002 VS42              | 6 de novembre de 2002  | Haleakala            | NEAT                                 |
| 329568 | 2002 VH55              | 6 de novembre de 2002  | Socorro              | LINEAR                               |
| 329569 | 2002 VP57              | 6 de novembre de 2002  | Haleakala            | NEAT                                 |
| 329570 | 2002 VK75              | 30 d'octubre de 2002   | Haleakala            | NEAT                                 |
| 329571 | 2002 VC92              | 13 de novembre de 2002 | Socorro              | LINEAR                               |
| 329572 | 2002 VY106             | 12 de novembre de 2002 | Socorro              | LINEAR                               |
| 329573 | 2002 VQ131             | 4 d'octubre de 2002    | Campo Imperatore     | CINEOS                               |
| 329574 | 2002 VH132             | 1 de novembre de 2002  | La Palma             | La Palma                             |
| 329575 | 2002 VS138             | 13 de novembre de 2002 | Xinglong             | Beijing Schmidt CCD Asteroid Program |
| 329576 | 2002 VB142             | 12 de novembre de 2002 | Palomar              | NEAT                                 |
| 329577 | 2002 VU142             | 5 de novembre de 2002  | Palomar              | NEAT                                 |
| 329578 | 2002 VS143             | 4 de novembre de 2002  | Palomar              | NEAT                                 |
| 329579 | 2002 WY17              | 28 de novembre de 2002 | Anderson Mesa        | LONEOS                               |
| 329580 | 2002 WW22              | 24 de novembre de 2002 | Palomar              | NEAT                                 |
| 329581 | 2002 XV43              | 6 de desembre de 2002  | Socorro              | LINEAR                               |
| 329582 | 2002 XK44              | 6 de desembre de 2002  | Socorro              | LINEAR                               |
| 329583 | 2002 XC72              | 11 de desembre de 2002 | Socorro              | LINEAR                               |
| 329584 | 2002 XD98              | 5 de desembre de 2002  | Socorro              | LINEAR                               |
| 329585 | 2002 XW107             | 5 de desembre de 2002  | Socorro              | LINEAR                               |
| 329586 | 2002 XY118             | 10 de desembre de 2002 | Palomar              | NEAT                                 |
| 329587 | 2003 AJ1               | 1 de gener de 2003     | Socorro              | LINEAR                               |
| 329588 | 2003 AX39              | 7 de gener de 2003     | Socorro              | LINEAR                               |
| 329589 | 2003 BO10              | 26 de gener de 2003    | Anderson Mesa        | LONEOS                               |
| 329590 | 2003 BF19              | 26 de gener de 2003    | Anderson Mesa        | LONEOS                               |
| 329591 | 2003 BV21              | 27 de gener de 2003    | Haleakala            | NEAT                                 |
| 329592 | 2003 BG43              | 27 de gener de 2003    | Socorro              | LINEAR                               |
| 329593 | 2003 BG58              | 27 de gener de 2003    | Socorro              | LINEAR                               |
| 329594 | 2003 BG76              | 29 de gener de 2003    | Palomar              | NEAT                                 |
| 329595 | 2003 BA85              | 31 de gener de 2003    | Socorro              | LINEAR                               |
| 329596 | 2003 CJ17              | 7 de febrer de 2003    | Desert Eagle         | W. K. Y. Yeung                       |
| 329597 | 2003 CT25              | 1 de febrer de 2003    | Palomar              | NEAT                                 |
| 329598 | 2003 DJ11              | 24 de febrer de 2003   | Campo Imperatore     | CINEOS                               |
| 329599 | 2003 EQ37              | 8 de març de 2003      | Anderson Mesa        | LONEOS                               |
| 329600 | 2003 FF8               | 30 de març de 2003     | Piszkesteto          | K. Sarneczky                         |

## 329601-329700
| Nom    | Designació provisional | Data de descobriment   | Lloc de descobriment | Descobridor/s               |
| ------ | ---------------------- | ---------------------- | -------------------- | --------------------------- |
| 329601 | 2003 FD66              | 26 de març de 2003     | Kitt Peak            | Spacewatch                  |
| 329602 | 2003 FS94              | 29 de març de 2003     | Anderson Mesa        | LONEOS                      |
| 329603 | 2003 FJ96              | 25 de març de 2003     | Palomar              | NEAT                        |
| 329604 | 2003 FN101             | 31 de març de 2003     | Socorro              | LINEAR                      |
| 329605 | 2003 FZ121             | 31 de març de 2003     | Socorro              | LINEAR                      |
| 329606 | 2003 FH131             | 24 de març de 2003     | Kitt Peak            | Spacewatch                  |
| 329607 | 2003 GE10              | 2 d'abril de 2003      | Haleakala            | NEAT                        |
| 329608 | 2003 GD40              | 8 d'abril de 2003      | Kvistaberg           | Uppsala-DLR Asteroid Survey |
| 329609 | 2003 GL42              | 6 d'abril de 2003      | Anderson Mesa        | LONEOS                      |
| 329610 | 2003 GU54              | 3 d'abril de 2003      | Anderson Mesa        | LONEOS                      |
| 329611 | 2003 HX4               | 24 d'abril de 2003     | Kitt Peak            | Spacewatch                  |
| 329612 | 2003 JR6               | 1 de maig de 2003      | Socorro              | LINEAR                      |
| 329613 | 2003 JU16              | 11 de maig de 2003     | Socorro              | LINEAR                      |
| 329614 | 2003 KU2               | 22 de maig de 2003     | Kitt Peak            | Spacewatch                  |
| 329615 | 2003 LV1               | 3 de juny de 2003      | Socorro              | LINEAR                      |
| 329616 | 2003 OM2               | 22 de juliol de 2003   | Haleakala            | NEAT                        |
| 329617 | 2003 OW8               | 23 de juliol de 2003   | Palomar              | NEAT                        |
| 329618 | 2003 ON21              | 29 de juliol de 2003   | Reedy Creek          | J. Broughton                |
| 329619 | 2003 OS22              | 30 de juliol de 2003   | Socorro              | LINEAR                      |
| 329620 | 2003 OE33              | 22 de juliol de 2003   | Palomar              | NEAT                        |
| 329621 | 2003 QW13              | 18 d'agost de 2003     | Campo Imperatore     | CINEOS                      |
| 329622 | 2003 QY25              | 22 d'agost de 2003     | Palomar              | NEAT                        |
| 329623 | 2003 QK94              | 28 d'agost de 2003     | Haleakala            | NEAT                        |
| 329624 | 2003 QS110             | 31 d'agost de 2003     | Socorro              | LINEAR                      |
| 329625 | 2003 QA113             | 30 d'agost de 2003     | Socorro              | LINEAR                      |
| 329626 | 2003 RR12              | 14 de setembre de 2003 | Haleakala            | NEAT                        |
| 329627 | 2003 RP24              | 15 de setembre de 2003 | Palomar              | NEAT                        |
| 329628 | 2003 SF34              | 18 de setembre de 2003 | Kitt Peak            | Spacewatch                  |
| 329629 | 2003 SM44              | 16 de setembre de 2003 | Anderson Mesa        | LONEOS                      |
| 329630 | 2003 SC46              | 16 de setembre de 2003 | Anderson Mesa        | LONEOS                      |
| 329631 | 2003 SO51              | 18 de setembre de 2003 | Palomar              | NEAT                        |
| 329632 | 2003 SZ59              | 31 d'agost de 2003     | Haleakala            | NEAT                        |
| 329633 | 2003 SD69              | 17 de setembre de 2003 | Kitt Peak            | Spacewatch                  |
| 329634 | 2003 SL86              | 16 de setembre de 2003 | Palomar              | NEAT                        |
| 329635 | 2003 SP89              | 18 de setembre de 2003 | Palomar              | NEAT                        |
| 329636 | 2003 SE104             | 21 de setembre de 2003 | Kitt Peak            | Spacewatch                  |
| 329637 | 2003 SV126             | 19 de setembre de 2003 | Andrushivka          | Andrushivka                 |
| 329638 | 2003 SX135             | 19 de setembre de 2003 | Campo Imperatore     | CINEOS                      |
| 329639 | 2003 SZ152             | 18 de setembre de 2003 | Haleakala            | NEAT                        |
| 329640 | 2003 SZ162             | 19 de setembre de 2003 | Kitt Peak            | Spacewatch                  |
| 329641 | 2003 SV163             | 17 de setembre de 2003 | Palomar              | NEAT                        |
| 329642 | 2003 SN171             | 18 de setembre de 2003 | Campo Imperatore     | CINEOS                      |
| 329643 | 2003 ST174             | 18 de setembre de 2003 | Kitt Peak            | Spacewatch                  |
| 329644 | 2003 SN177             | 18 de setembre de 2003 | Palomar              | NEAT                        |
| 329645 | 2003 SK178             | 19 de setembre de 2003 | Palomar              | NEAT                        |
| 329646 | 2003 SG191             | 18 de setembre de 2003 | Palomar              | NEAT                        |
| 329647 | 2003 SJ192             | 20 de setembre de 2003 | Campo Imperatore     | CINEOS                      |
| 329648 | 2003 SB218             | 27 de setembre de 2003 | Desert Eagle         | W. K. Y. Yeung              |
| 329649 | 2003 SH242             | 27 de setembre de 2003 | Kitt Peak            | Spacewatch                  |
| 329650 | 2003 SD249             | 26 de setembre de 2003 | Socorro              | LINEAR                      |
| 329651 | 2003 SY281             | 19 de setembre de 2003 | Palomar              | NEAT                        |
| 329652 | 2003 SZ283             | 20 de setembre de 2003 | Socorro              | LINEAR                      |
| 329653 | 2003 SJ285             | 20 de setembre de 2003 | Kitt Peak            | Spacewatch                  |
| 329654 | 2003 SD319             | 20 de setembre de 2003 | Anderson Mesa        | LONEOS                      |
| 329655 | 2003 SG322             | 28 de setembre de 2003 | Socorro              | LINEAR                      |
| 329656 | 2003 SO328             | 21 de setembre de 2003 | Palomar              | NEAT                        |
| 329657 | 2003 SA349             | 18 de setembre de 2003 | Kitt Peak            | Spacewatch                  |
| 329658 | 2003 SG365             | 26 de setembre de 2003 | Apache Point         | Sloan Digital Sky Survey    |
| 329659 | 2003 SZ383             | 26 de setembre de 2003 | Apache Point         | Sloan Digital Sky Survey    |
| 329660 | 2003 SD397             | 26 de setembre de 2003 | Apache Point         | Sloan Digital Sky Survey    |
| 329661 | 2003 ST397             | 26 de setembre de 2003 | Apache Point         | Sloan Digital Sky Survey    |
| 329662 | 2003 SY399             | 26 de setembre de 2003 | Apache Point         | Sloan Digital Sky Survey    |
| 329663 | 2003 SE411             | 28 de setembre de 2003 | Apache Point         | Sloan Digital Sky Survey    |
| 329664 | 2003 TZ12              | 5 d'octubre de 2003    | Kitt Peak            | Spacewatch                  |
| 329665 | 2003 TJ29              | 1 d'octubre de 2003    | Kitt Peak            | Spacewatch                  |
| 329666 | 2003 TS34              | 1 d'octubre de 2003    | Kitt Peak            | Spacewatch                  |
| 329667 | 2003 TN39              | 2 d'octubre de 2003    | Kitt Peak            | Spacewatch                  |
| 329668 | 2003 TM56              | 5 d'octubre de 2003    | Kitt Peak            | Spacewatch                  |
| 329669 | 2003 UD8               | 18 d'octubre de 2003   | Socorro              | LINEAR                      |
| 329670 | 2003 UE16              | 16 d'octubre de 2003   | Anderson Mesa        | LONEOS                      |
| 329671 | 2003 UF19              | 20 d'octubre de 2003   | Palomar              | NEAT                        |
| 329672 | 2003 UF27              | 23 d'octubre de 2003   | Goodricke-Pigott     | R. A. Tucker                |
| 329673 | 2003 UO57              | 16 d'octubre de 2003   | Kitt Peak            | Spacewatch                  |
| 329674 | 2003 UF59              | 16 d'octubre de 2003   | Palomar              | NEAT                        |
| 329675 | 2003 UO61              | 16 d'octubre de 2003   | Anderson Mesa        | LONEOS                      |
| 329676 | 2003 UF75              | 20 de setembre de 2003 | Kitt Peak            | Spacewatch                  |
| 329677 | 2003 UA115             | 20 d'octubre de 2003   | Kitt Peak            | Spacewatch                  |
| 329678 | 2003 UZ125             | 20 d'octubre de 2003   | Kitt Peak            | Spacewatch                  |
| 329679 | 2003 UC140             | 16 d'octubre de 2003   | Anderson Mesa        | LONEOS                      |
| 329680 | 2003 UB153             | 22 d'octubre de 2003   | Socorro              | LINEAR                      |
| 329681 | 2003 UD153             | 21 d'octubre de 2003   | Palomar              | NEAT                        |
| 329682 | 2003 UA154             | 19 d'octubre de 2003   | Kitt Peak            | Spacewatch                  |
| 329683 | 2003 UM157             | 19 de setembre de 2003 | Kitt Peak            | Spacewatch                  |
| 329684 | 2003 UC162             | 21 d'octubre de 2003   | Socorro              | LINEAR                      |
| 329685 | 2003 UV166             | 22 d'octubre de 2003   | Kitt Peak            | Spacewatch                  |
| 329686 | 2003 UB197             | 21 d'octubre de 2003   | Kitt Peak            | Spacewatch                  |
| 329687 | 2003 UM197             | 21 d'octubre de 2003   | Anderson Mesa        | LONEOS                      |
| 329688 | 2003 UB200             | 21 d'octubre de 2003   | Socorro              | LINEAR                      |
| 329689 | 2003 UG200             | 21 d'octubre de 2003   | Socorro              | LINEAR                      |
| 329690 | 2003 UQ203             | 21 d'octubre de 2003   | Kitt Peak            | Spacewatch                  |
| 329691 | 2003 UN211             | 23 d'octubre de 2003   | Kitt Peak            | Spacewatch                  |
| 329692 | 2003 UN220             | 21 d'octubre de 2003   | Kitt Peak            | Spacewatch                  |
| 329693 | 2003 UU227             | 23 d'octubre de 2003   | Kitt Peak            | Spacewatch                  |
| 329694 | 2003 UM228             | 23 d'octubre de 2003   | Kitt Peak            | Spacewatch                  |
| 329695 | 2003 UK241             | 24 d'octubre de 2003   | Socorro              | LINEAR                      |
| 329696 | 2003 UY244             | 19 d'octubre de 2003   | Palomar              | NEAT                        |
| 329697 | 2003 US258             | 25 d'octubre de 2003   | Kitt Peak            | Spacewatch                  |
| 329698 | 2003 UN266             | 28 d'octubre de 2003   | Socorro              | LINEAR                      |
| 329699 | 2003 UO268             | 28 d'octubre de 2003   | Socorro              | LINEAR                      |
| 329700 | 2003 UQ269             | 29 d'octubre de 2003   | Socorro              | LINEAR                      |

## 329701-329800
| Nom    | Designació provisional | Data de descobriment   | Lloc de descobriment | Descobridor/s            |
| ------ | ---------------------- | ---------------------- | -------------------- | ------------------------ |
| 329701 | 2003 UV272             | 29 d'octubre de 2003   | Socorro              | LINEAR                   |
| 329702 | 2003 UG274             | 30 d'octubre de 2003   | Socorro              | LINEAR                   |
| 329703 | 2003 UN275             | 29 d'octubre de 2003   | Socorro              | LINEAR                   |
| 329704 | 2003 UW288             | 23 d'octubre de 2003   | Kitt Peak            | M. W. Buie               |
| 329705 | 2003 UB298             | 16 d'octubre de 2003   | Kitt Peak            | Spacewatch               |
| 329706 | 2003 UZ336             | 22 de setembre de 2003 | Palomar              | NEAT                     |
| 329707 | 2003 UH353             | 19 d'octubre de 2003   | Apache Point         | Sloan Digital Sky Survey |
| 329708 | 2003 UJ355             | 19 d'octubre de 2003   | Apache Point         | Sloan Digital Sky Survey |
| 329709 | 2003 UF380             | 22 d'octubre de 2003   | Apache Point         | Sloan Digital Sky Survey |
| 329710 | 2003 UM385             | 22 d'octubre de 2003   | Apache Point         | Sloan Digital Sky Survey |
| 329711 | 2003 UD386             | 22 d'octubre de 2003   | Apache Point         | Sloan Digital Sky Survey |
| 329712 | 2003 WV5               | 18 de novembre de 2003 | Palomar              | NEAT                     |
| 329713 | 2003 WO7               | 18 de novembre de 2003 | Kitt Peak            | Spacewatch               |
| 329714 | 2003 WW22              | 18 de novembre de 2003 | Kitt Peak            | Spacewatch               |
| 329715 | 2003 WJ23              | 18 de novembre de 2003 | Kitt Peak            | Spacewatch               |
| 329716 | 2003 WK68              | 19 de novembre de 2003 | Kitt Peak            | Spacewatch               |
| 329717 | 2003 WN69              | 19 de novembre de 2003 | Kitt Peak            | Spacewatch               |
| 329718 | 2003 WD97              | 19 de novembre de 2003 | Anderson Mesa        | LONEOS                   |
| 329719 | 2003 WY101             | 21 de novembre de 2003 | Socorro              | LINEAR                   |
| 329720 | 2003 WM107             | 23 de novembre de 2003 | Socorro              | LINEAR                   |
| 329721 | 2003 WG109             | 20 de novembre de 2003 | Socorro              | LINEAR                   |
| 329722 | 2003 WE118             | 20 de novembre de 2003 | Socorro              | LINEAR                   |
| 329723 | 2003 WH145             | 2 de novembre de 2003  | Socorro              | LINEAR                   |
| 329724 | 2003 WR147             | 23 de novembre de 2003 | Kitt Peak            | Spacewatch               |
| 329725 | 2003 WX150             | 24 de novembre de 2003 | Anderson Mesa        | LONEOS                   |
| 329726 | 2003 WZ160             | 30 de novembre de 2003 | Kitt Peak            | Spacewatch               |
| 329727 | 2003 WS167             | 19 de novembre de 2003 | Palomar              | NEAT                     |
| 329728 | 2003 WQ170             | 21 de novembre de 2003 | Palomar              | NEAT                     |
| 329729 | 2003 XM3               | 1 de desembre de 2003  | Socorro              | LINEAR                   |
| 329730 | 2003 XP13              | 14 de desembre de 2003 | Palomar              | NEAT                     |
| 329731 | 2003 XZ15              | 14 de desembre de 2003 | Kitt Peak            | Spacewatch               |
| 329732 | 2003 XS24              | 1 de desembre de 2003  | Kitt Peak            | Spacewatch               |
| 329733 | 2003 YF7               | 17 de desembre de 2003 | Kitt Peak            | Spacewatch               |
| 329734 | 2003 YC22              | 18 de desembre de 2003 | Socorro              | LINEAR                   |
| 329735 | 2003 YJ28              | 17 de desembre de 2003 | Palomar              | NEAT                     |
| 329736 | 2003 YF55              | 19 de desembre de 2003 | Socorro              | LINEAR                   |
| 329737 | 2003 YG86              | 19 de desembre de 2003 | Socorro              | LINEAR                   |
| 329738 | 2003 YF90              | 19 de desembre de 2003 | Kitt Peak            | Spacewatch               |
| 329739 | 2003 YY104             | 21 de desembre de 2003 | Socorro              | LINEAR                   |
| 329740 | 2003 YP117             | 17 de desembre de 2003 | Wrightwood           | J. W. Young              |
| 329741 | 2003 YV180             | 17 de desembre de 2003 | Anderson Mesa        | LONEOS                   |
| 329742 | 2004 AB4               | 13 de gener de 2004    | Anderson Mesa        | LONEOS                   |
| 329743 | 2004 BU24              | 19 de gener de 2004    | Kitt Peak            | Spacewatch               |
| 329744 | 2004 BV24              | 19 de gener de 2004    | Kitt Peak            | Spacewatch               |
| 329745 | 2004 BC34              | 19 de gener de 2004    | Kitt Peak            | Spacewatch               |
| 329746 | 2004 BL70              | 22 de gener de 2004    | Socorro              | LINEAR                   |
| 329747 | 2004 BS74              | 24 de gener de 2004    | Socorro              | LINEAR                   |
| 329748 | 2004 BM116             | 26 de gener de 2004    | Anderson Mesa        | LONEOS                   |
| 329749 | 2004 BA126             | 16 de gener de 2004    | Kitt Peak            | Spacewatch               |
| 329750 | 2004 CO5               | 10 de febrer de 2004   | Palomar              | NEAT                     |
| 329751 | 2004 CO44              | 13 de febrer de 2004   | Kitt Peak            | Spacewatch               |
| 329752 | 2004 CD65              | 13 de febrer de 2004   | Kitt Peak            | Spacewatch               |
| 329753 | 2004 CO91              | 13 de febrer de 2004   | Desert Eagle         | W. K. Y. Yeung           |
| 329754 | 2004 DY24              | 16 de febrer de 2004   | Kitt Peak            | Spacewatch               |
| 329755 | 2004 EV12              | 11 de març de 2004     | Palomar              | NEAT                     |
| 329756 | 2004 EU18              | 14 de març de 2004     | Kitt Peak            | Spacewatch               |
| 329757 | 2004 ES20              | 15 de març de 2004     | Socorro              | LINEAR                   |
| 329758 | 2004 ET28              | 15 de març de 2004     | Kitt Peak            | Spacewatch               |
| 329759 | 2004 EW80              | 15 de març de 2004     | Socorro              | LINEAR                   |
| 329760 | 2004 EU109             | 15 de març de 2004     | Kitt Peak            | Spacewatch               |
| 329761 | 2004 FO4               | 18 de març de 2004     | Socorro              | LINEAR                   |
| 329762 | 2004 FE51              | 19 de març de 2004     | Palomar              | NEAT                     |
| 329763 | 2004 FY93              | 22 de març de 2004     | Socorro              | LINEAR                   |
| 329764 | 2004 FC106             | 13 de febrer de 2004   | Kitt Peak            | Spacewatch               |
| 329765 | 2004 FB115             | 21 de març de 2004     | Kitt Peak            | Spacewatch               |
| 329766 | 2004 FJ157             | 17 de març de 2004     | Kitt Peak            | Spacewatch               |
| 329767 | 2004 GS57              | 14 d'abril de 2004     | Kitt Peak            | Spacewatch               |
| 329768 | 2004 GZ80              | 13 d'abril de 2004     | Kitt Peak            | Spacewatch               |
| 329769 | 2004 HV7               | 19 d'abril de 2004     | Socorro              | LINEAR                   |
| 329770 | 2004 JA                | 1 de maig de 2004      | Socorro              | LINEAR                   |
| 329771 | 2004 JA11              | 12 de maig de 2004     | Catalina             | CSS                      |
| 329772 | 2004 JQ34              | 15 de maig de 2004     | Socorro              | LINEAR                   |
| 329773 | 2004 JM38              | 14 de maig de 2004     | Kitt Peak            | Spacewatch               |
| 329774 | 2004 LE                | 8 de juny de 2004      | Socorro              | LINEAR                   |
| 329775 | 2004 LA4               | 12 de juny de 2004     | Socorro              | LINEAR                   |
| 329776 | 2004 LL18              | 12 de juny de 2004     | Socorro              | LINEAR                   |
| 329777 | 2004 LV23              | 11 de juny de 2004     | Kitt Peak            | Spacewatch               |
| 329778 | 2004 MA4               | 22 de juny de 2004     | Wrightwood           | J. W. Young              |
| 329779 | 2004 MT7               | 29 de juny de 2004     | Siding Spring        | Siding Spring Survey     |
| 329780 | 2004 NW7               | 10 de juliol de 2004   | Catalina             | CSS                      |
| 329781 | 2004 NH15              | 11 de juliol de 2004   | Socorro              | LINEAR                   |
| 329782 | 2004 NS23              | 14 de juliol de 2004   | Socorro              | LINEAR                   |
| 329783 | 2004 NY23              | 14 de juliol de 2004   | Socorro              | LINEAR                   |
| 329784 | 2004 NC30              | 5 de juliol de 2004    | Campo Imperatore     | CINEOS                   |
| 329785 | 2004 NV33              | 13 de juliol de 2004   | Siding Spring        | Siding Spring Survey     |
| 329786 | 2004 PF17              | 8 d'agost de 2004      | Campo Imperatore     | CINEOS                   |
| 329787 | 2004 PS20              | 6 d'agost de 2004      | Palomar              | NEAT                     |
| 329788 | 2004 PA26              | 8 d'agost de 2004      | Socorro              | LINEAR                   |
| 329789 | 2004 PV31              | 8 d'agost de 2004      | Socorro              | LINEAR                   |
| 329790 | 2004 PC41              | 9 d'agost de 2004      | Siding Spring        | Siding Spring Survey     |
| 329791 | 2004 PK42              | 9 d'agost de 2004      | Anderson Mesa        | LONEOS                   |
| 329792 | 2004 PP59              | 9 d'agost de 2004      | Anderson Mesa        | LONEOS                   |
| 329793 | 2004 PZ62              | 10 d'agost de 2004     | Socorro              | LINEAR                   |
| 329794 | 2004 PL100             | 12 d'agost de 2004     | Socorro              | LINEAR                   |
| 329795 | 2004 PS102             | 12 d'agost de 2004     | Socorro              | LINEAR                   |
| 329796 | 2004 PM107             | 11 d'agost de 2004     | Palomar              | NEAT                     |
| 329797 | 2004 PQ107             | 14 d'agost de 2004     | Palomar              | NEAT                     |
| 329798 | 2004 QR2               | 20 d'agost de 2004     | Kitt Peak            | Spacewatch               |
| 329799 | 2004 QY3               | 16 d'agost de 2004     | Palomar              | NEAT                     |
| 329800 | 2004 QL6               | 20 d'agost de 2004     | Kitt Peak            | Spacewatch               |

## 329801-329900
| Nom    | Designació provisional | Data de descobriment   | Lloc de descobriment | Descobridor/s               |
| ------ | ---------------------- | ---------------------- | -------------------- | --------------------------- |
| 329801 | 2004 QS6               | 21 d'agost de 2004     | Catalina             | CSS                         |
| 329802 | 2004 QX20              | 20 d'agost de 2004     | Socorro              | LINEAR                      |
| 329803 | 2004 QF21              | 22 d'agost de 2004     | Kitt Peak            | Spacewatch                  |
| 329804 | 2004 RZ6               | 5 de setembre de 2004  | Palomar              | NEAT                        |
| 329805 | 2004 RH15              | 6 de setembre de 2004  | Kvistaberg           | Uppsala-DLR Asteroid Survey |
| 329806 | 2004 RG50              | 8 de setembre de 2004  | Socorro              | LINEAR                      |
| 329807 | 2004 RN55              | 8 de setembre de 2004  | Socorro              | LINEAR                      |
| 329808 | 2004 RD73              | 8 de setembre de 2004  | Socorro              | LINEAR                      |
| 329809 | 2004 RP75              | 8 de setembre de 2004  | Socorro              | LINEAR                      |
| 329810 | 2004 RY87              | 7 de setembre de 2004  | Socorro              | LINEAR                      |
| 329811 | 2004 RT89              | 8 de setembre de 2004  | Socorro              | LINEAR                      |
| 329812 | 2004 RS91              | 8 de setembre de 2004  | Socorro              | LINEAR                      |
| 329813 | 2004 RF93              | 8 de setembre de 2004  | Socorro              | LINEAR                      |
| 329814 | 2004 RF95              | 8 de setembre de 2004  | Socorro              | LINEAR                      |
| 329815 | 2004 RM124             | 7 de setembre de 2004  | Kitt Peak            | Spacewatch                  |
| 329816 | 2004 RA137             | 8 de setembre de 2004  | Campo Imperatore     | CINEOS                      |
| 329817 | 2004 RJ137             | 8 de setembre de 2004  | Socorro              | LINEAR                      |
| 329818 | 2004 RX147             | 9 de setembre de 2004  | Socorro              | LINEAR                      |
| 329819 | 2004 RF152             | 10 de setembre de 2004 | Socorro              | LINEAR                      |
| 329820 | 2004 RN152             | 10 de setembre de 2004 | Socorro              | LINEAR                      |
| 329821 | 2004 RW160             | 10 de setembre de 2004 | Kitt Peak            | Spacewatch                  |
| 329822 | 2004 RH176             | 10 de setembre de 2004 | Socorro              | LINEAR                      |
| 329823 | 2004 RH189             | 10 de setembre de 2004 | Socorro              | LINEAR                      |
| 329824 | 2004 RB195             | 10 de setembre de 2004 | Socorro              | LINEAR                      |
| 329825 | 2004 RH210             | 11 de setembre de 2004 | Socorro              | LINEAR                      |
| 329826 | 2004 RQ224             | 8 de setembre de 2004  | Campo Imperatore     | CINEOS                      |
| 329827 | 2004 RX242             | 10 de setembre de 2004 | Kitt Peak            | Spacewatch                  |
| 329828 | 2004 RV261             | 10 de setembre de 2004 | Kitt Peak            | Spacewatch                  |
| 329829 | 2004 RE292             | 10 de setembre de 2004 | Socorro              | LINEAR                      |
| 329830 | 2004 RX321             | 13 de setembre de 2004 | Socorro              | LINEAR                      |
| 329831 | 2004 RT324             | 13 de setembre de 2004 | Socorro              | LINEAR                      |
| 329832 | 2004 RO326             | 13 de setembre de 2004 | Palomar              | NEAT                        |
| 329833 | 2004 RE341             | 11 de setembre de 2004 | Socorro              | LINEAR                      |
| 329834 | 2004 RY346             | 13 de setembre de 2004 | Socorro              | LINEAR                      |
| 329835 | 2004 SY10              | 16 de setembre de 2004 | Siding Spring        | Siding Spring Survey        |
| 329836 | 2004 SJ18              | 17 de setembre de 2004 | Anderson Mesa        | LONEOS                      |
| 329837 | 2004 SH42              | 18 de setembre de 2004 | Socorro              | LINEAR                      |
| 329838 | 2004 SM58              | 16 de setembre de 2004 | Anderson Mesa        | LONEOS                      |
| 329839 | 2004 TC35              | 9 de setembre de 2004  | Kitt Peak            | Spacewatch                  |
| 329840 | 2004 TN41              | 4 d'octubre de 2004    | Kitt Peak            | Spacewatch                  |
| 329841 | 2004 TW46              | 4 d'octubre de 2004    | Kitt Peak            | Spacewatch                  |
| 329842 | 2004 TY50              | 4 d'octubre de 2004    | Kitt Peak            | Spacewatch                  |
| 329843 | 2004 TQ64              | 7 de setembre de 2004  | Kitt Peak            | Spacewatch                  |
| 329844 | 2004 TM75              | 6 d'octubre de 2004    | Kitt Peak            | Spacewatch                  |
| 329845 | 2004 TU91              | 5 d'octubre de 2004    | Kitt Peak            | Spacewatch                  |
| 329846 | 2004 TY96              | 5 d'octubre de 2004    | Kitt Peak            | Spacewatch                  |
| 329847 | 2004 TW109             | 7 d'octubre de 2004    | Anderson Mesa        | LONEOS                      |
| 329848 | 2004 TV125             | 7 d'octubre de 2004    | Socorro              | LINEAR                      |
| 329849 | 2004 TP134             | 8 d'octubre de 2004    | Anderson Mesa        | LONEOS                      |
| 329850 | 2004 TS165             | 7 d'octubre de 2004    | Kitt Peak            | Spacewatch                  |
| 329851 | 2004 TK192             | 7 d'octubre de 2004    | Kitt Peak            | Spacewatch                  |
| 329852 | 2004 TV247             | 7 d'octubre de 2004    | Socorro              | LINEAR                      |
| 329853 | 2004 TO262             | 9 d'octubre de 2004    | Socorro              | LINEAR                      |
| 329854 | 2004 TQ290             | 10 d'octubre de 2004   | Kitt Peak            | Spacewatch                  |
| 329855 | 2004 TD308             | 10 d'octubre de 2004   | Socorro              | LINEAR                      |
| 329856 | 2004 TX356             | 14 d'octubre de 2004   | Anderson Mesa        | LONEOS                      |
| 329857 | 2004 TY368             | 7 d'octubre de 2004    | Kitt Peak            | Spacewatch                  |
| 329858 | 2004 VS23              | 5 de novembre de 2004  | Palomar              | NEAT                        |
| 329859 | 2004 VK25              | 4 de novembre de 2004  | Anderson Mesa        | LONEOS                      |
| 329860 | 2004 VH29              | 3 de novembre de 2004  | Kitt Peak            | Spacewatch                  |
| 329861 | 2004 VK82              | 9 de novembre de 2004  | Catalina             | CSS                         |
| 329862 | 2004 XW9               | 2 de desembre de 2004  | Catalina             | CSS                         |
| 329863 | 2004 XQ29              | 8 de desembre de 2004  | Socorro              | LINEAR                      |
| 329864 | 2004 XX59              | 11 de desembre de 2004 | Kitt Peak            | Spacewatch                  |
| 329865 | 2004 XT61              | 20 de novembre de 2004 | Kitt Peak            | Spacewatch                  |
| 329866 | 2004 XM103             | 9 de desembre de 2004  | Socorro              | LINEAR                      |
| 329867 | 2004 XK132             | 13 de desembre de 2004 | Kitt Peak            | Spacewatch                  |
| 329868 | 2004 XE143             | 9 de desembre de 2004  | Kitt Peak            | Spacewatch                  |
| 329869 | 2004 XF160             | 14 de desembre de 2004 | Kitt Peak            | Spacewatch                  |
| 329870 | 2004 YE22              | 18 de desembre de 2004 | Mount Lemmon         | Mt. Lemmon Survey           |
| 329871 | 2005 AX3               | 1 de gener de 2005     | Catalina             | CSS                         |
| 329872 | 2005 AA15              | 6 de gener de 2005     | Socorro              | LINEAR                      |
| 329873 | 2005 AL18              | 6 de gener de 2005     | Catalina             | CSS                         |
| 329874 | 2005 AR26              | 6 de gener de 2005     | Socorro              | LINEAR                      |
| 329875 | 2005 AK82              | 13 de gener de 2005    | Catalina             | CSS                         |
| 329876 | 2005 BT2               | 19 de gener de 2005    | Wrightwood           | J. W. Young                 |
| 329877 | 2005 BO23              | 16 de gener de 2005    | Kitt Peak            | Spacewatch                  |
| 329878 | 2005 BB28              | 16 de gener de 2005    | Bergisch Gladbac     | Bergisch Gladbach           |
| 329879 | 2005 CS15              | 13 de gener de 2005    | Socorro              | LINEAR                      |
| 329880 | 2005 CZ28              | 1 de febrer de 2005    | Kitt Peak            | Spacewatch                  |
| 329881 | 2005 EN17              | 3 de març de 2005      | Kitt Peak            | Spacewatch                  |
| 329882 | 2005 ER20              | 3 de març de 2005      | Catalina             | CSS                         |
| 329883 | 2005 EX107             | 4 de març de 2005      | Mount Lemmon         | Mt. Lemmon Survey           |
| 329884 | 2005 EO147             | 10 de març de 2005     | Mount Lemmon         | Mt. Lemmon Survey           |
| 329885 | 2005 EL149             | 10 de març de 2005     | Kitt Peak            | Spacewatch                  |
| 329886 | 2005 EK167             | 4 de març de 2005      | Kitt Peak            | Spacewatch                  |
| 329887 | 2005 EL184             | 9 de març de 2005      | Mount Lemmon         | Mt. Lemmon Survey           |
| 329888 | 2005 EU230             | 10 de març de 2005     | Mount Lemmon         | Mt. Lemmon Survey           |
| 329889 | 2005 ES245             | 12 de març de 2005     | Kitt Peak            | Spacewatch                  |
| 329890 | 2005 ER274             | 11 de març de 2005     | Kitt Peak            | Spacewatch                  |
| 329891 | 2005 GH5               | 1 d'abril de 2005      | Kitt Peak            | Spacewatch                  |
| 329892 | 2005 GB30              | 4 d'abril de 2005      | Catalina             | CSS                         |
| 329893 | 2005 GU36              | 2 d'abril de 2005      | Mount Lemmon         | Mt. Lemmon Survey           |
| 329894 | 2005 GD38              | 24 de novembre de 2003 | Kitt Peak            | Spacewatch                  |
| 329895 | 2005 GF44              | 5 d'abril de 2005      | Anderson Mesa        | LONEOS                      |
| 329896 | 2005 GA115             | 10 d'abril de 2005     | Mount Lemmon         | Mt. Lemmon Survey           |
| 329897 | 2005 GY132             | 10 d'abril de 2005     | Kitt Peak            | Spacewatch                  |
| 329898 | 2005 GE137             | 11 d'abril de 2005     | Kitt Peak            | Spacewatch                  |
| 329899 | 2005 GV162             | 12 d'abril de 2005     | Anderson Mesa        | LONEOS                      |
| 329900 | 2005 HT9               | 30 d'abril de 2005     | Kitt Peak            | Spacewatch                  |

## 329901-330000
| Nom           | Designació provisional | Data de descobriment   | Lloc de descobriment | Descobridor/s            |
| ------------- | ---------------------- | ---------------------- | -------------------- | ------------------------ |
| 329901        | 2005 JQ1               | 3 de maig de 2005      | Kitt Peak            | Spacewatch               |
| 329902        | 2005 JS47              | 3 de maig de 2005      | Kitt Peak            | Spacewatch               |
| 329903        | 2005 JC85              | 8 de maig de 2005      | Kitt Peak            | Spacewatch               |
| 329904        | 2005 JW89              | 11 de maig de 2005     | Mount Lemmon         | Mt. Lemmon Survey        |
| 329905        | 2005 JC100             | 9 de maig de 2005      | Kitt Peak            | Spacewatch               |
| 329906        | 2005 JM107             | 12 de maig de 2005     | Mount Lemmon         | Mt. Lemmon Survey        |
| 329907        | 2005 JZ111             | 9 de maig de 2005      | Mount Lemmon         | Mt. Lemmon Survey        |
| 329908        | 2005 JE116             | 10 de maig de 2005     | Kitt Peak            | Spacewatch               |
| 329909        | 2005 JV117             | 10 de maig de 2005     | Kitt Peak            | Spacewatch               |
| 329910        | 2005 JY175             | 3 de maig de 2005      | Catalina             | CSS                      |
| 329911        | 2005 JA182             | 4 de maig de 2005      | Kitt Peak            | Spacewatch               |
| 329912        | 2005 LC8               | 6 de juny de 2005      | Siding Spring        | Siding Spring Survey     |
| 329913        | 2005 LD17              | 6 de juny de 2005      | Kitt Peak            | Spacewatch               |
| 329914        | 2005 LN18              | 6 de juny de 2005      | Kitt Peak            | Spacewatch               |
| 329915        | 2005 MB                | 16 de juny de 2005     | Siding Spring        | Siding Spring Survey     |
| 329916        | 2005 MX7               | 27 de juny de 2005     | Kitt Peak            | Spacewatch               |
| 329917        | 2005 MG37              | 30 de juny de 2005     | Kitt Peak            | Spacewatch               |
| 329918        | 2005 MN41              | 30 de juny de 2005     | Kitt Peak            | Spacewatch               |
| 329919        | 2005 MM51              | 30 de juny de 2005     | Kitt Peak            | Spacewatch               |
| 329920        | 2005 NP                | 2 de juliol de 2005    | Kitt Peak            | Spacewatch               |
| 329921        | 2005 NA13              | 4 de juliol de 2005    | Palomar              | NEAT                     |
| 329922        | 2005 NS13              | 5 de juliol de 2005    | Kitt Peak            | Spacewatch               |
| 329923        | 2005 NK20              | 3 de juliol de 2005    | Catalina             | CSS                      |
| 329924        | 2005 NP21              | 1 de juliol de 2005    | Kitt Peak            | Spacewatch               |
| 329925        | 2005 NO33              | 5 de juliol de 2005    | Kitt Peak            | Spacewatch               |
| 329926        | 2005 NS43              | 6 de juliol de 2005    | Kitt Peak            | Spacewatch               |
| 329927        | 2005 NN78              | 11 de juliol de 2005   | Kitt Peak            | Spacewatch               |
| 329928        | 2005 NF81              | 9 de juliol de 2005    | Kitt Peak            | Spacewatch               |
| 329929        | 2005 NO102             | 8 de juliol de 2005    | Kitt Peak            | Spacewatch               |
| 329930        | 2005 NS123             | 12 de juliol de 2005   | Mount Lemmon         | Mt. Lemmon Survey        |
| 329931        | 2005 OP5               | 28 de juliol de 2005   | Palomar              | NEAT                     |
| 329932        | 2005 OQ5               | 28 de juliol de 2005   | Palomar              | NEAT                     |
| 329933        | 2005 OP8               | 28 de juliol de 2005   | Palomar              | NEAT                     |
| 329934        | 2005 OY14              | 27 de juliol de 2005   | Reedy Creek          | J. Broughton             |
| 329935 Prévôt | 2005 OH19              | 30 de juliol de 2005   | Vicques              | Vicques                  |
| 329936        | 2005 OC20              | 28 de juliol de 2005   | Palomar              | NEAT                     |
| 329937        | 2005 PC4               | 6 d'agost de 2005      | Socorro              | LINEAR                   |
| 329938        | 2005 PF9               | 4 d'agost de 2005      | Palomar              | NEAT                     |
| 329939        | 2005 PF19              | 3 d'agost de 2005      | Needville            | Needville                |
| 329940        | 2005 QG10              | 25 d'agost de 2005     | Campo Imperatore     | CINEOS                   |
| 329941        | 2005 QT11              | 22 d'agost de 2005     | Palomar              | NEAT                     |
| 329942        | 2005 QG14              | 25 d'agost de 2005     | Palomar              | NEAT                     |
| 329943        | 2005 QP15              | 25 d'agost de 2005     | Palomar              | NEAT                     |
| 329944        | 2005 QD30              | 29 d'agost de 2005     | Anderson Mesa        | LONEOS                   |
| 329945        | 2005 QB31              | 22 d'agost de 2005     | Palomar              | NEAT                     |
| 329946        | 2005 QW36              | 25 d'agost de 2005     | Palomar              | NEAT                     |
| 329947        | 2005 QA39              | 26 d'agost de 2005     | Campo Imperatore     | CINEOS                   |
| 329948        | 2005 QK39              | 26 d'agost de 2005     | Anderson Mesa        | LONEOS                   |
| 329949        | 2005 QM46              | 26 d'agost de 2005     | Palomar              | NEAT                     |
| 329950        | 2005 QB54              | 28 d'agost de 2005     | Kitt Peak            | Spacewatch               |
| 329951        | 2005 QW57              | 24 d'agost de 2005     | Siding Spring        | Siding Spring Survey     |
| 329952        | 2005 QD62              | 26 d'agost de 2005     | Palomar              | NEAT                     |
| 329953        | 2005 QJ65              | 26 d'agost de 2005     | Palomar              | NEAT                     |
| 329954        | 2005 QD70              | 29 d'agost de 2005     | Socorro              | LINEAR                   |
| 329955        | 2005 QK72              | 29 d'agost de 2005     | Kitt Peak            | Spacewatch               |
| 329956        | 2005 QW101             | 27 d'agost de 2005     | Palomar              | NEAT                     |
| 329957        | 2005 QZ108             | 27 d'agost de 2005     | Palomar              | NEAT                     |
| 329958        | 2005 QX123             | 28 d'agost de 2005     | Kitt Peak            | Spacewatch               |
| 329959        | 2005 QG143             | 29 d'agost de 2005     | Anderson Mesa        | LONEOS                   |
| 329960        | 2005 QN143             | 29 de gener de 2003    | Apache Point         | Sloan Digital Sky Survey |
| 329961        | 2005 QS151             | 31 d'agost de 2005     | Socorro              | LINEAR                   |
| 329962        | 2005 QE158             | 26 d'agost de 2005     | Palomar              | NEAT                     |
| 329963        | 2005 QH158             | 26 d'agost de 2005     | Palomar              | NEAT                     |
| 329964        | 2005 QZ165             | 31 d'agost de 2005     | Palomar              | NEAT                     |
| 329965        | 2005 RG16              | 1 de setembre de 2005  | Kitt Peak            | Spacewatch               |
| 329966        | 2005 RL45              | 14 de setembre de 2005 | Socorro              | LINEAR                   |
| 329967        | 2005 SA24              | 24 de setembre de 2005 | Anderson Mesa        | LONEOS                   |
| 329968        | 2005 SG29              | 23 de setembre de 2005 | Kitt Peak            | Spacewatch               |
| 329969        | 2005 SJ36              | 24 de setembre de 2005 | Kitt Peak            | Spacewatch               |
| 329970        | 2005 SG52              | 24 de setembre de 2005 | Kitt Peak            | Spacewatch               |
| 329971        | 2005 SS69              | 27 de setembre de 2005 | Socorro              | LINEAR                   |
| 329972        | 2005 SF77              | 24 de setembre de 2005 | Kitt Peak            | Spacewatch               |
| 329973        | 2005 SN78              | 24 de setembre de 2005 | Kitt Peak            | Spacewatch               |
| 329974        | 2005 SP78              | 24 de setembre de 2005 | Kitt Peak            | Spacewatch               |
| 329975        | 2005 SW99              | 25 de setembre de 2005 | Kitt Peak            | Spacewatch               |
| 329976        | 2005 SB102             | 25 de setembre de 2005 | Kitt Peak            | Spacewatch               |
| 329977        | 2005 SS120             | 29 de setembre de 2005 | Kitt Peak            | Spacewatch               |
| 329978        | 2005 SC135             | 24 de setembre de 2005 | Kitt Peak            | Spacewatch               |
| 329979        | 2005 SK149             | 25 de setembre de 2005 | Kitt Peak            | Spacewatch               |
| 329980        | 2005 SW156             | 26 de setembre de 2005 | Kitt Peak            | Spacewatch               |
| 329981        | 2005 SV167             | 29 de setembre de 2005 | Kitt Peak            | Spacewatch               |
| 329982        | 2005 SP173             | 29 de setembre de 2005 | Kitt Peak            | Spacewatch               |
| 329983        | 2005 SY197             | 30 de setembre de 2005 | Mount Lemmon         | Mt. Lemmon Survey        |
| 329984        | 2005 SN226             | 30 de setembre de 2005 | Kitt Peak            | Spacewatch               |
| 329985        | 2005 SY229             | 30 de setembre de 2005 | Mount Lemmon         | Mt. Lemmon Survey        |
| 329986        | 2005 SU235             | 29 de setembre de 2005 | Kitt Peak            | Spacewatch               |
| 329987        | 2005 SD237             | 29 de setembre de 2005 | Kitt Peak            | Spacewatch               |
| 329988        | 2005 ST272             | 30 de setembre de 2005 | Mount Lemmon         | Mt. Lemmon Survey        |
| 329989        | 2005 SC279             | 29 de setembre de 2005 | Kitt Peak            | Spacewatch               |
| 329990        | 2005 ST283             | 21 de setembre de 2005 | Apache Point         | A. C. Becker             |
| 329991        | 2005 TA19              | 1 d'octubre de 2005    | Mount Lemmon         | Mt. Lemmon Survey        |
| 329992        | 2005 TM52              | 11 d'octubre de 2005   | Uccle                | P. De Cat                |
| 329993        | 2005 TM54              | 1 d'octubre de 2005    | Catalina             | CSS                      |
| 329994        | 2005 TV57              | 1 d'octubre de 2005    | Mount Lemmon         | Mt. Lemmon Survey        |
| 329995        | 2005 TH60              | 3 d'octubre de 2005    | Kitt Peak            | Spacewatch               |
| 329996        | 2005 TO63              | 6 d'octubre de 2005    | Kitt Peak            | Spacewatch               |
| 329997        | 2005 TA74              | 7 d'octubre de 2005    | Anderson Mesa        | LONEOS                   |
| 329998        | 2005 TM87              | 5 d'octubre de 2005    | Kitt Peak            | Spacewatch               |
| 329999        | 2005 TO93              | 6 d'octubre de 2005    | Anderson Mesa        | LONEOS                   |
| 330000        | 2005 TO95              | 6 d'octubre de 2005    | Kitt Peak            | Spacewatch               |